# TF1
Télévision française 1, plus connue sous son sigle TF1  et couramment appelée La Une, est la première et plus ancienne chaîne de télévision généraliste nationale française. Initialement nommée RDF Télévision française en 1944, appartenant au service public jusqu'en 1987, elle est créée sous la dénomination TF1, le 6 janvier 1975, pour succéder à la première chaîne de l'ORTF. De statut public, elle est privatisée le 16 avril 1987 et est concédée par l'État au groupe TF1, lui-même contrôlé par le groupe industriel Bouygues. Son président est Rodolphe Belmer, nommé à sa tête depuis le 13 février 2023.
TF1 est la première chaîne de France et même d'Europe en termes d'audience. Pourtant, elle a progressivement vu sa part d'audience divisée par plus de deux en quarante ans, notamment à cause de la multiplication des chaînes concurrentes et des services télévisuels via IPTV. Depuis sa privatisation, la chaîne est la cible de nombreuses critiques, tant sur le contenu de ses programmes que sur son traitement de l'actualité ou encore son orientation politique à droite.
À son lancement en 1975, « la Une » exploite toujours principalement le réseau de télédiffusion noir et blanc haute définition 819 lignes de la première chaîne historique, lequel reste en service jusqu'en juillet 1983. Parallèlement, l'utilisation des émetteurs de France Régions 3 lorsque cette chaîne ne diffuse pas d'émission puis la constitution de son propre réseau d'émetteurs complémentaires 625 lignes permet d'étendre progressivement sa diffusion en couleurs au standard SÉCAM, à partir de 1976, région par région. En 1984, l'abandon par la chaîne publique TF1 des canaux VHF à la norme noir et blanc 819 lignes, permet à la chaîne commerciale payante Canal+ de récupérer ce réseau national d'émetteurs, pour son lancement.
La « Une » est diffusée sur la TNT (sauf en France d’outre-mer), le satellite, le câble, la télévision IP et le Web. TF1 est également disponible dans certains pays limitrophes.
La chaîne a été membre de l'Union européenne de radio-télévision depuis sa création, jusqu'en 2022.

## Historique de la chaîne

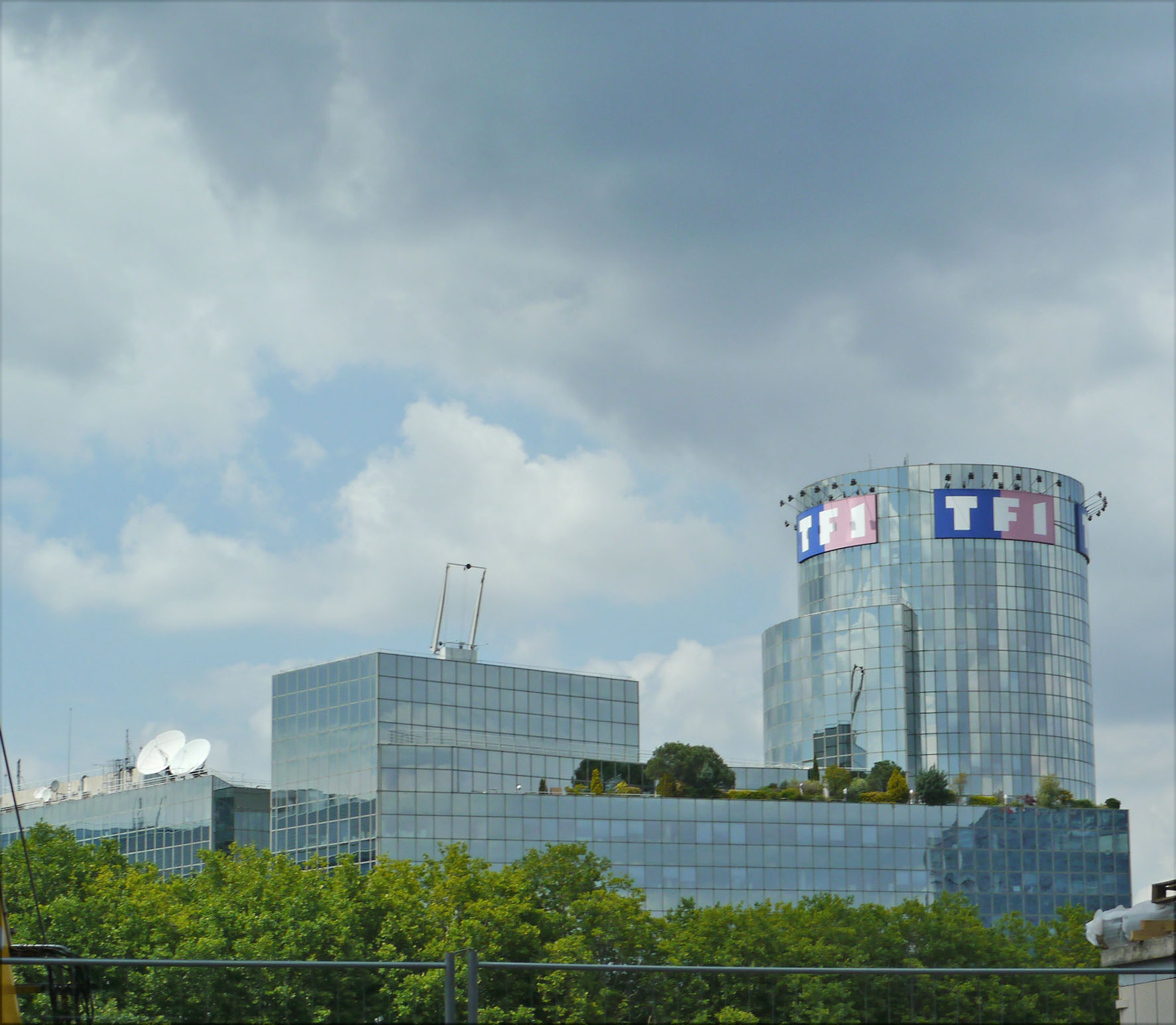
L'immeuble de TF1 à Boulogne-Billancourt, en juin 2013.

### Première chaîne publique (1935-1987)

#### De Radio-PTT Vision à la fin de l'ORTF (1935-1974)
Après quatre ans d'expérimentations, la première émission télévisée publique française est diffusée le 26 avril 1935 sur la toute nouvelle chaîne Radio-PTT Vision,,. Unique chaîne de télévision en France pendant 28 ans, la première chaîne a souvent changé de nom : elle devient Radiodiffusion nationale Télévision en 1937, Fernsehsender Paris (Paris-Télévision) sous l'Occupation en 1943, RDF Télévision française à la Libération de Paris en 1944 et RTF Télévision en 1949. Après la création d'une seconde chaîne de télévision en 1964, elle est renommée première chaîne de la RTF avant de devenir la première chaîne de l'ORTF quelques mois plus tard.
Élu en mai 1974, le président de la République française Valéry Giscard d'Estaing considère l'Office de radiodiffusion-télévision française comme une organisation tentaculaire et ingouvernable. Ainsi, le 31 décembre 1974, l'ORTF est démantelé en sept sociétés par la loi no 74-696 du 7 août 1974 : une société nationale de programmes de radio — Radio France —, trois sociétés nationales de programmes de télévision — Télévision française 1 (TF1), Antenne 2 (A2) et France Régions 3 (FR3) — et trois établissements publics — Télédiffusion de France (TDF), Société française de production (SFP) et Institut national de l'audiovisuel (INA) — voient le jour,,.

#### Télévision française 1 (1975-1986)
La société nationale de programmes Télévision française 1 (TF1) est créée le 1er janvier 1975. Le sociologue Jean Cazeneuve, ancien président du comité des programmes de l'ORTF, est nommé président de la nouvelle première chaîne. Il prend le journaliste Claude Villedieu comme directeur de cabinet et fait appel à l'ancien directeur général de la troisième chaîne couleur de l'ORTF, Jean-Louis Guillaud, pour occuper les mêmes fonctions et construire la grille des programmes. Ce dernier amène avec lui l'essentiel de son ancienne équipe, dont Éliane Victor, Christian Bernadac qui a créé la nouvelle rédaction de la première chaîne, et Christophe Izard qui prend la direction de l'unité jeunesse[réf. nécessaire]. C'est Jean-Louis Guillaud qui donne son nom à la chaîne en se rappelant la dénomination utilisée par l'Union européenne de radio-télévision (UER)[réf. nécessaire].
TF1 commence sa diffusion le 6 janvier 1975 à 10 h 30. La speakerine Denise Fabre annonce la naissance de la chaîne à 12 h 30 et Danièle Gilbert présente la nouvelle émission de la mi-journée intitulée Midi Première. Le soir-même dans son émission Première, Georges de Caunes présente aux téléspectateurs la nouvelle grille des programmes et les visages de la chaîne qui se veut populaire et familiale,,. La chaîne ne diffuse alors que 60 heures de programmes par semaine. TF1 se lance dans une course à l'audience avec ses deux concurrentes, car ses revenus dépendent de la publicité et de la redevance audiovisuelle, toutes deux en partie liées à ses résultats.

##### Diffusion simultanée en noir et blanc et en couleur
Exploitant le réseau d'émetteur de la première chaîne historique française, TF1 est confrontée à une problématique technique majeure. En 1975, bien que certains Français disposent de 2,6 millions de téléviseurs couleur, l'écrasante majorité ne possède qu'un récepteur noir et blanc, soit plus de 12 millions d'appareils. TF1 exploite les émetteurs en haute définition noir et blanc à 819 lignes, principalement dans la bande VHF alors que ses concurrentes nationales Antenne 2 et FR3 utilisent des émetteurs en bande UHF au standard couleur SECAM.
Depuis 1956, l'ingénieur français Henri de France a développé et perfectionné le standard SECAM. Il a tenté de l'associer à la norme haute définition noir et blanc française en 819 lignes. Mais au cours de l'année 1960, Henri de France abandonne ses développements pour adapter son système SECAM à la haute définition 819 lignes, alors que la deuxième chaîne nationale française adopte officiellement la norme européenne à 625 lignes. Pour des motifs de coûts industriels et de complexité technique, l'abandon du format noir et blanc s'impose. Toutefois, du fait que le parc de téléviseur couleur reste très minoritaire, TF1 choisit une formule de diffusion simultanée qui va se dérouler durant près d'une décennie, de 1975 à 1984.
À partir du 1er septembre 1975, TF1 utilise le réseau de diffusion SECAM de France Régions 3 (FR3) pour diffuser ses émissions de l'après-midi en couleur sur tout le territoire métropolitain. En contrepartie, l'accord entre les deux sociétés de télévision nationales, prévoit que la première chaîne fasse travailler les centres régionaux de production de FR3.
Pour s'adapter au nouveau système de production vidéo, TF1 élimine progressivement ses caméras, régies et dispositifs de traitement en noir et blanc 819 lignes pour les remplacer par des équipements en 625 lignes et en couleur. Pour continuer à desservir les téléspectateurs équipés uniquement en noir et blanc, une régie parallèle et distincte exploite les signaux de quelques émissions encore produites en noir et blanc 819 lignes mais se contente le plus souvent, d'utiliser une conversion optique au médiocre rendement : une caméra fixe à 819 lignes filme un écran moniteur professionnel 625 lignes synchronisé. Cette formule de duplication simultanée des émissions noir et blanc en 819 lignes et 625 lignes en couleur de TF1 se poursuit jusqu'en 1983; l'opération de transition vers le tout 625 lignes représente une forte somme pour l'époque, soit 800 millions de francs.
Il faut attendre le 20 décembre 1975, pour que TF1 exploite son tout premier émetteur couleur, sur la région parisienne. À 20h, Jean-Claude Bourret annonce en ouverture du journal télévisé TF1 Actualités le passage de la chaîne à la couleur en Île-de-France, grâce à une retransmission complémentaire sur un nouveau quatrième réseau UHF à 625 lignes.
Huit ans après la deuxième chaîne de l'ORTF (devenue Antenne 2), TF1 passe enfin à la couleur et fête l'événement en tirant un feu d'artifice à 20 h du sommet de la tour Eiffel. Le choix technique de la duplication a été jugé bien moins coûteux que la conversion par un conseil interministériel et permet de maintenir un signal en noir et blanc à 819 lignes jusqu'à la disparition des récepteurs les plus anciens fixée à 1983,.
Chaque région métropolitaine passe successivement à la couleur, jusqu'à l'extinction du dernier émetteur en noir et blanc à 819 lignes installé au sommet de la Tour Eiffel le 19 juillet 1983,,.
En 1985, soit dix années après les premières émissions de TF1 en 625 lignes SECAM, les Français possèdent très majoritairement désormais des écrans couleur, soit plus de 13 millions, contre seulement environ 5,5 millions de récepteurs noir et blanc jusqu'en 1993.

##### Changements de direction
En 1978, Jean-Louis Guillaud succède à Jean Cazeneuve au poste de PDG de TF1.
Avec l'arrivée au pouvoir de François Mitterrand en mai 1981, le gouvernement de gauche décide de nommer de nouveaux présidents à la tête des sociétés nationales de programmes de télévision. Jacques Boutet devient le nouveau PDG de TF1 le 23 juillet 1981. La programmation prend alors un tournant plus culturel de nouvelles têtes proches de la gauche apparaissent à l'écran comme Christine Ockrent, Michel Polac et Frédéric Mitterrand, tandis que d'autres jugées proches de la droite sont écartées comme Danièle Gilbert et Jean-Pierre Elkabbach. Mais ce changement d'orientation est boudé par le public populaire et familial de la chaîne, ce qui entraîne dès la saison 1982-1983, une brusque chute de l'audience et sa rétrogradation à la seconde place, derrière Antenne 2.
La loi no 82-652 du 29 juillet 1982 abolit le monopole d'État de la programmation — la communication audiovisuelle est désormais considérée comme libre — et crée la Haute Autorité de la communication audiovisuelle (HACA) qui est chargée de réguler le secteur de l'audiovisuel,. En septembre 1982, Jacques Boutet est remplacé par Michel May à la présidence de TF1 qui est alors dans un mauvais état financier. Mais ce dernier ne parvient pas à redresser les comptes et finit par démissionner en juin 1983. Le 14 juillet, Hervé Bourges est nommé PDG de TF1 avec l'intention d'en refaire « une grande chaîne populaire ». Il met à l'antenne des présentateurs vedettes tels que Patrick Sabatier, Patrick Sébastien, Stéphane Collaro et même Bernard Tapie pour le divertissement, et Claude Sérillon, Bruno Masure et Yves Mourousi pour l'information. Les choix et la méthode d'Hervé Bourges ne font pas l'unanimité — la culture a laissé la place à des programmes jugés plus racoleurs —, mais l'audience de TF1 se redresse, gagnant 4 millions de téléspectateurs en un an,.
Depuis plusieurs années TF1 voit son déficit s'accroître: 10 millions de francs en 1983, 18 millions de francs en 1984 et 103,7 millions de francs en 1985. Depuis 1985, et sur recommandation de la Haute Autorité, la chaîne est autorisée à faire appel au parrainage et à la coproduction. Ainsi Tournez manège et Cocoricocoboy seront respectivement sponsorisés par Télé Poche et Orangina. Cependant, les contraintes imposées par la Haute Autorité pour limiter toutes dérives, amèneront Orangina à mettre vite fin à sa collaboration avec Collaro. C'est dans ce contexte que La Roue de la fortune voit le jour le 5 janvier 1987 à 18h45 sur la première chaîne sous l'impulsion de la directrice des programmes de l'époque, Marie-France Brière. Le lessivier Unilever a cédé les droits à TF1, en échange d'espaces publicitaires d'une valeur de 90 000 francs par jour,. La production du jeu ne coûte à la chaîne que 100 000 francs la demi-heure, contre 1 million de francs pour 1 heure de Cocoricocoboy la saison précédente. Peu après sa mise à l'antenne, le jeu oscille entre 26 et 30 points d'audience.

### Première chaîne privatisée (depuis 1987)

#### Privatisation (1986-1987)
De 1984 à 1986, le paysage audiovisuel français évolue fortement avec le lancement de trois nouvelles chaînes de télévision privées : Canal+ (Havas), La Cinq (Fininvest) et TV6 (Publicis/Gaumont/NRJ). En mars 1986, le tout nouveau gouvernement Jacques Chirac décide de privatiser l'une des trois chaînes publiques. Le 14 mai, le ministre de la Communication, François Léotard, annonce à l'Assemblée nationale que le choix s'est posé sur la chaîne TF1 alors qu'au départ, il était plutôt question d'Antenne 2. La première chaîne apparaît plus apte à faire face à la concurrence, mais est aussi considérée comme plus à gauche par la majorité de droite,. Le lendemain, le Premier ministre Jacques Chirac justifie son choix devant l'Assemblée nationale. Le prix est fixé à 4,5 milliards de francs, dont 3 milliards à la charge de l'actionnaire principal. Une loi est votée le 30 septembre, pour permettre de vendre 50 % du capital de la chaîne à un groupe privé tandis que les 50 % restant seront proposés aux salariés et au public.
Plusieurs entreprises se montrent intéressées par TF1 : le groupe italien Fininvest de Silvio Berlusconi, le groupe de BTP Bouygues de Francis Bouygues, le groupe de presse Hachette de Jean-Luc Lagardère, les groupes de presse respectifs de Robert Hersant, Daniel Filipacchi et Robert Maxwell, ainsi que l'homme d'affaires Bernard Tapie. Robert Hersant et Silvio Berlusconi s'étant vus attribuer La Cinq, Filipacchi ayant abandonné, il ne reste plus en avril 1987 que deux candidats à la reprise : d'un côté, un consortium mené par le groupe Bouygues rejoint notamment par Robert Maxwell et Bernard Tapie, de l'autre le groupe Hachette qui se retrouve seul depuis le départ de son partenaire Havas mais reste le favori du gouvernement. Hachette tente de s'associer avec la BNP mais Bouygues dénonce un conflit d'intérêts car c'est cette banque qui lui a fait l'audit de TF1 pour lui donner un prix d'achat. La BNP doit se retirer pour ne pas risquer l'annulation de toute la procédure de privatisation. Les auditions des deux groupes repreneurs par la CNCL sont diffusées en direct sur TF1 et chacun d'eux expose aux membres de la commission son projet où il est beaucoup question du « mieux-disant culturel » prôné par le ministre de la Communication François Léotard,,,,.
Le 6 avril 1987, la Commission nationale de la communication et des libertés (CNCL) choisit à la surprise générale le consortium mené par le groupe Bouygues — composé des groupes de Robert Maxwell et de Bernard Tapie, des Éditions mondiales, du magazine Le Point, de la GMF et de plusieurs banques. Le 15 avril 1987 est diffusée Y'en a qu'une c'est la Une, une émission spéciale faisant la transition entre Hervé Bourges et Francis Bouygues, le nouveau patron de la une. Le 16 avril, Francis Bouygues remet un chèque de 3 milliards de francs au ministre des finances Édouard Balladur,,,,. Le nouveau groupe TF1 obtient une concession de dix ans pour la diffusion de sa chaîne sur le premier réseau national hertzien, et se dote d'une régie publicitaire intitulée TF1 Publicité. Il entre en bourse le 24 juillet 1987 au cours de 165 francs l'action. La chaîne TF1 n'est alors financée plus que par la publicité télévisée.
Le président Mitterrand émet le souhait de renationaliser TF1 après sa victoire en mai 1988. Cependant, il abandonne rapidement l'idée, car il sait que son nouveau Premier ministre Michel Rocard refuserait.

#### L'ère Patrick Le Lay / Étienne Mougeotte (1987-2007)
À la suite du rachat de la chaîne, Francis Bouygues en devient le président-directeur général et Patrick Le Lay le vice-président. Mais les salariés de la chaîne subissent ce changement de statut de leur employeur avec suspicion : nombre de journalistes usent de leur clause de conscience pour la quitter, et la plupart des animateurs-vedettes de TF1 tels que Patrick Sabatier, Patrick Sébastien, Stéphane Collaro et Philippe Bouvard partent sur La Cinq à la rentrée 1987. En 1988, Francis Bouygues confie la présidence du groupe à Patrick Le Lay tandis que la direction des programmes est confiée au vice-président Étienne Mougeotte, qui avait pourtant travaillé sur le rachat de TF1 pour le concurrent Hachette. Le 2 février 1990, TF1 dévoile son nouveau logo bleu-blanc-rouge, encore utilisé aujourd'hui[réf. nécessaire]. Bien décidé à rentabiliser son investissement, Bouygues charge ses équipes de réorganiser la chaîne, jusque là très cloisonnée, pour qu'elle rapporte. Grâce à des augmentations, les syndicats suivent. Commencent les « années dorées », symbolisées dès 1992 par la construction de la tour TF1.
Au cours des années 1980 et 1990, de nouveaux programmes de divertissement sont mis à l'antenne tels que le Club Dorothée de Dorothée, Sacrée Soirée de Jean-Pierre Foucault et Ciel, mon mardi ! de Christophe Dechavanne, tous devenus « culte ». La chaîne lance également Ushuaïa, une émission sur les sports extrêmes que son animateur, Nicolas Hulot, fait progressivement évoluer vers un magazine consacré à la découverte des paysages naturels autour du monde. Outre les jeux télévisés comme Le Juste Prix, La Roue de la fortune et Une famille en or, la chaîne fait la part belle aux reality show (télévérité) comme Perdu de vue et Témoin numéro 1, animés par Jacques Pradel et Sans aucun doute de Julien Courbet. Enfin, elle lance de nombreux programmes de fiction : Navarro, Julie Lescaut, Les Cordier, juge et flic, Une famille formidable et les séries d'AB Productions accompagneront les téléspectateurs pendant des années. L'information est quant à elle incarnée par de nouveaux visages : Patrick Poivre d'Arvor, Jean-Pierre Pernaut et Claire Chazal,. Le premier réunit en moyenne 10 millions de téléspectateurs chaque soir, dominant largement les chaînes concurrentes. TF1 redevient la première chaîne de France en termes d'audience avec plus de 40 % de part de marché[réf. nécessaire].
Dans les années 1990, les femmes sont nombreuses aux postes de direction de la chaîne : Claude Cohen dirige la publicité, Corinne Bouygues s'occupe des annonceurs, Michèle Cotta gère l'information, Dominique Cantien les programmes, Pascale Breugnot les divertissements et Catherine Grandcoing le marketing et la prospective. À l'écran, outre Claire Chazal et Anne Sinclair, des femmes reporters sont starisées, comme Catherine Jentile, Marine Jacquemin et Valérie Nataf.
En juillet 1996, le CSA renouvelle la concession de diffusion TF1 pour une durée de cinq ans. Toutefois, les programmes de la chaîne ne respectant pas vraiment l'esprit du « mieux disant culturel » annoncé lors de la privatisation, l'association « Changez la Une » et le syndicat national des journalistes (SNJ) déposent en vain un recours devant le Conseil d'État contre l'absence d'appel à candidatures lors du renouvellement de la concession. Par la suite, la concession est renouvelée à chaque fois automatiquement sans provoquer de remous.
De la fin des années 1990 au début des années 2000, TF1 lance de nouveaux jeux télévisés (Le Bigdil, Qui veut gagner des millions ?, Attention à la marche !, À prendre ou à laisser) et des programmes d'information (Sept à huit). La chaîne se met également à la téléréalité avec Star Academy et Koh-Lanta. Elle continue aussi à diffuser des fictions comme la mini-série Le Comte de Monte-Cristo réalisée par Josée Dayan. Cependant, les audiences de la première chaîne baissent année après année.
Le 31 mars 2005, la télévision numérique terrestre (TNT) est lancée en France. Les Français reçoivent désormais 14 chaînes, au lieu de sept précédemment. Comme les autres chaînes historiques, TF1 subit de plein fouet l'éparpillement des téléspectateurs et voit son audience chuter de plus de 7 points en seulement 5 ans. En 2008, elle passe sous la barre des 30 % de part de marché pour la première fois de son histoire. Ce repli a évidemment des répercussions sur le chiffre d'affaires qui plonge et la chaîne se voit obligée de lancer son premier avertissement sur ses résultats en 2009,.

#### L'ère Nonce Paolini (2007-2016)
Le 22 mai 2007, Nonce Paolini succède à Patrick Le Lay au poste de président directeur général du groupe TF1. Il remet en cause toute la philosophie d'entreprise en mettant fin à la politique de surenchère de la chaîne. Il déleste les effectifs de tous les gros salaires en coulisses tels que Takis Candilis, Charles Villeneuve, Robert Namias ou Jean-Claude Dassier et se sépare des animateurs vedettes à l'antenne. Le départ le plus emblématique est celui de Patrick Poivre d'Arvor, brutalement débarqué de la présentation du journal de 20 heures après 21 ans de service,.
Nonce Paolini réduit également les investissements dans les programmes, cherchant plutôt à privilégier la rentabilité. Cela se traduit par une suppression de multiples programmes de divertissement, d'information ou de jeux, lancés sous l'ère Patrick Le Lay à l'aube des années 2000 : ainsi la populaire Star Academy est arrêtée après avoir terminé sa huitième saison sur la chaîne, Le Droit de savoir est supprimée mi-2008, l'émission étant jugée par Nonce Paolini comme "ne correspondant pas à ma philosophie des programmes". La Méthode Cauet, décrite comme "usée" par Laurent Storch, le nouveau directeur des programmes de la chaine[réf. nécessaire], passe à la trappe en fin d'année 2008. L'Île de la tentation voit sa dernière saison s'achever à l'été 2008, dépeinte par le patron de la chaîne comme étant "une vaine transgression". Souffrant de la popularité croissante d'internet, Vidéo Gag disparaît en juin 2008, et le Maillon faible à l'été 2007. Ainsi le coût de grille est passé de 1 milliard d’euros pour TF1 seule en 2007 à 956 millions pour les quatre chaînes gratuites du groupe en 2015.
TF1 renouvelle, quand même, une bonne partie de sa grille avec le lancement de nouvelles émissions dans la téléréalité (Secret Story), les concours (The Voice : La Plus Belle Voix, Danse avec les stars, MasterChef), les jeux télévisés (Les Douze Coups de midi, Money Drop) et la fiction (Profilage, Falco). Mais la chaîne se repose surtout sur les séries américaines, moins chères que des productions originales. TF1 perd la culture de l'événement et se différencie de moins en moins de ses concurrentes de la TNT. Ainsi son audience continue de baisser et passe pour la première fois sous la barre des 25 % en 2010,,.
Si TF1 a perdu de sa superbe sous la direction de Nonce Paolini, elle reste la première chaîne européenne et se trouve désormais au centre d'un groupe puissant, qui rassemble plusieurs chaînes et a su mettre en place une stratégie de diversification.
L'ère Paolini reste marquée par une réduction des effectifs (dont de nombreux présentateurs vedette) et des dépenses, mettant fin à ce qui a été considéré comme l'âge d'or des années 1990-2000.

#### L'ère Gilles Pélisson (2016-2022)
Le 19 février 2016, Gilles Pélisson devient le nouveau président directeur général du groupe TF1.
Le 6 septembre 2017, TF1 commence la commercialisation spécifique de ses espaces publicitaires en Belgique via la régie publicitaire Transfer. C'est le second décrochage publicitaire de la chaîne, après celui existant en Suisse depuis plusieurs années. Les deux grands groupes de télévision belges francophones RTL Group et RTBF craignent de voir leur chiffre d'affaires baisser de façon significative,.
TF1 renouvelle quand même une bonne partie de sa grille avec le lancement de nouvelles émissions comme Mask Singer, District Z, Familles nombreuses : la vie en XXL, The Wall, Ninja Warrior ou encore La Chanson secrète. TF1 renouvelle aussi ses animateurs en accueillant Camille Combal, Grégoire Margotton, Anaïs Grangerac, Tatiana Silva et Marie-Sophie Lacarrau. TF1 relance également des émissions comme Qui veut gagner des millions ?, Star Academy et Une famille en or. Côté fiction, TF1 lance plusieurs mini-séries (Les Bracelets Rouges, Le Bazar de la Charité, HPI, Les Combattantes, , etc.) mais aussi des unitaires (Jacqueline sauvage, Le Premier Oublié, etc.). À noter également que la série française Balthazar avec Tomer Sisley a été la plus suivie en 2018, 2020 et 2021, 2022 (hors HPI) (format 2 × 52 ') et des nouvelles séries américaines (Good Doctor, S.W.A.T., Manifest et The Resident) font tout de même un beau petit succès. Gros changements aussi à 19 h car TF1 a décidé d'enlever les jeux quotidiens pour mettre en place le feuilleton Demain nous appartient. À la suite du succès du premier feuilleton, TF1 commande un deuxième feuilleton nommé Ici tout commence dans la case stratégique de 18 h 30. TF1 propose donc une heure de fiction française tous les jours.
Malgré tous les efforts de la part de TF1, les audiences chutent et en 2019, la chaîne passe sous les 20 % de part d'audience pour la première fois de son histoire.
Les résultats financiers sont annoncés fin 2019 et dévoilent des signes d'encouragement : le taux de marge opérationnelle passe à deux chiffres (10,8 % contre 8,7 % l'année précédente) pour la première fois depuis 2011. Sur l'année 2019, TF1 annonce un chiffre d'affaires consolidé de 2,337 milliards d'euros et maintient une bonne dynamique malgré des recettes publicitaires en baisse, 2018 ayant été plus élevé grâce, particulièrement, à la Coupe du monde de football diffusée sur l'antenne de TF1,.
Fin mai 2020, TF1 est condamné par le conseil des Prud'hommes à verser 700 000 euros à Bruce Frankel, un de ses anciens collaborateurs pendant 37 ans (1981-2017). TF1, qui a fait appel de la décision, a été reconnu coupable de « licenciement sans cause réelle et sérieuse, travail dissimulé et discrimination ».
En pleine crise sanitaire liée au Covid-19, TF1 déplore une baisse de 64,2 % de son bénéfice net à 38,4 millions d'euros au cours de son premier semestre 2020, soit une baisse par trois en comparaison avec 2019,. Par ailleurs, le chiffre d'affaires est en recul de 22,9 % à 883,5 millions d'euros.
Le 17 mai 2021, les groupes TF1 et M6 se déclarent en négociation exclusive en vue d'une fusion, projet soutenu par Bouygues et RTL Group qui détiendront respectivement 30% et 16% du nouvel ensemble,. Quelques semaines après l'annonce de la fusion, TF1 publie des chiffres très favorables, portés par le rebond de la publicité qui augmente de 31 % par rapport à 2020. Le chiffre d'affaires du premier semestre 2021 augmente de 28 % à 1,13 milliard d'euros. Néanmoins, en septembre 2022, les groupes TF1 et M6 annoncent l'abandon de leur projet de fusion, en raison d'importantes concessions qui leur avaient été demandées par l'Autorité de la concurrence (chaque groupe aurait dû se séparer d'une de ses chaînes gratuites pour que la fusion fût autorisée).
En septembre 2021, TF1 annonce avoir obtenu les droits de diffusion de la coupe du monde de rugby à XV 2023 qui sera organisée en France.
En juin 2022, TF1 annonce la cession de sa filiale Gamned!, spécialiste de la vente automatisée d'espaces publicitaires numériques, au fonds d'investissement HLD.

#### L'ère Rodolphe Belmer (depuis 2023)
Le 13 février 2023, Rodolphe Belmer, ancien de Canal+, prend la suite de Gilles Pélisson à la tête de TF1.
De nouvelles séries à succès sont diffusée à l'image de Master Crimes ou encore Panda. Côté divertissement, le succès du retour de la Star Academy permet à TF1 d'envisager une nouvelle saison de Secret Story, puis relance Qui veut gagner des millions ? et créée 10 sur 10, Combien tu te mets ? et Le Maître du Jeu en 2024.[réf. nécessaire]
Fin 2023, la chaîne annonce coup sur coup le lancement d'une matinale présentée par Bruce Toussaint à partir de janvier 2024, le retour du feuilleton Plus belle la vie sur son antenne après 18 années de diffusion sur France 3 et la création d'un service de streaming intitulé TF1+.
En 2023, soulagé par l'arrêt de la plateforme Salto, TF1 enregistre un bénéfice net à 191,3 millions d'euros, en hausse de 9 % par rapport à 2022 (-21,8 %, à 176 millions d'euros).

## Identité visuelle

### Habillage d'antenne
Le premier logo de TF1 de 1975 à 1984, l'habillage d'antenne ainsi que les génériques d'émissions sont l'œuvre de Catherine Chaillet qui avait auparavant habillé la troisième chaîne de l'ORTF dont l'indicatif d'ouverture d'antenne rappelle fortement celui de TF1 de 1975. En 1976, TF1 se dote de nouveaux indicatifs d'ouverture et de fermeture plus colorés créés par l'agence californienne Robert Abel and Associates et dont la musique très rythmée est composée par Vladimir Cosma. Les Tifins, petits animaux créés par Catherine Chaillet et qui avaient la forme des trois lettres du logo TF1, font leur apparition en janvier 1977 comme interlude diffusé avant le journal télévisé TF1 Actualités ou les émissions jeunesse jusqu'en décembre 1981,.
En 1982, un nouveau jingle pub de TF1 remplace l'ancien resté inchangé depuis 1975.
L'identité visuelle de TF1 est modifiée le 1er janvier 1985 afin de moderniser l'image de la chaîne qui s'essouffle face à la concurrence. Il s'agit de montrer le nouveau visage de la Une. Tout en gardant la typographie créée par Catherine Chaillet, le nouveau logo perd ses couleurs au profit de lamelles bleues en 3D destinées à lui donner de la profondeur. L'idée est que TF1 prenne appui sur ses fondations établies en 1975 tout en s'inscrivant dans son époque avec une touche de modernité. L'ouverture d'antenne de la chaîne change également le 1er janvier 1986. Réalisée par David Niles, elle est composée d'animations faisant la part belle à des figures géométriques en 3D mettant en avant ce que propose la chaîne : du cinéma, du divertissement, du sport, de l'information et de la culture, le tout sur une musique synthétique accompagnant cette idée d'un TF1 souhaitant reprendre son statut de numéro 1. C'est Bruno Masure qui présente en exclusivité ce nouveau générique à la fin du journal de 20h du 31 décembre 1985. Le 1er janvier 1987, une dernière modification est apportée au logo historique de TF1 en plaçant celui-ci devant un triangle jaune afin de dynamiser encore l'antenne et valoriser ainsi la chaîne avant sa privatisation.
Le 16 avril 1987, à la suite de la privatisation, l'habillage d'antenne est pris en charge par TF1 Publicité Production. Le 1er juillet 1989, la chaîne adopte un nouvel habillage d'antenne de transition plus sobre dans lequel son logo historique cède la place à une simple mention de TF1 en police Futura Light. En Septembre de la même année, la chaîne change à nouveau son jingle pub avec la mention TF1 en police Gill Sans Ultra Bold, celle qui sera utilisée dans le nouveau logo tricolore alors en préparation. Le générique du journal est également réorchestré et le décor du plateau fut modifié pour faire apparaître la régie derrière le présentateur. Le 2 février 1990, TF1 dévoile son nouveau logo bleu-blanc-rouge, encore utilisé aujourd'hui et créé par l'agence britannique Lambie-Nairn (en)[réf. nécessaire].
Le 11 septembre 1991, la chaîne modifie son habillage d'antenne et ses jingles pub aux tons majoritairement bleus et rouges, traduisant visuellement le nouveau logo bleu et rouge crée un an plus tôt, mais aussi son orientation divertissement haut de gamme. En septembre 1993, la chaîne modifie une nouvelle fois son habillage d'antenne et ses jingles pub.
Le 2 septembre 1995, la chaîne change d'habillage, le nouveau étant conçu par l’agence Gédéon.
Le 31 décembre 1999, TF1 met à l'antenne un nouvel habillage confié à l'agence View. Il s'agit d'un habillage à onglet dans lequel le logo apparaît. Les jingles pubs mettent en scène les trois lettres P.U.B en police Eurostile avec en bruitage des voix féminines et Noël 2003 et 2004 avec en bruitage des voix enfants. Les jingles de transition mettent en scène des flèches. Au départ, ces jingles avaient un fond noir. Durant les étés 2000, 2001 et 2002, ces derniers sont dotés d'un fond de couleur variable (bleu, orange, rose…). De mi-2003 au 10 juillet 2006, ils passent à un fond blanc.
Le 10 juillet 2006, TF1 dévoile un nouvel habillage réalisé par l'agence américaine Aerodrome Pictures (en) et adapté par l'agence française Naked, le logo conserve son design à l'identique mais ses couleurs bleus et rouges deviennent très foncées. Les bandes annonces sont basées sur un mur de projecteurs, des jeux de lumières et des mouvements de caméra. Les jingles pub conservent le même concept que précédemment avec des saynètes axées autour des 3 lettres P.U.B.. La police d'écriture utilisée sera Helvetica Inserat.
À partir du 17 novembre 2008, la chaîne incruste son logo en blanc transparent sur tous ses programmes pour lutter contre le piratage[réf. nécessaire]. Le 19 avril 2010, la chaîne fait évoluer en douceur son habillage, notamment sur la profondeur de champ, pour pouvoir le conserver quelques années supplémentaires.
Le 28 septembre 2013, la chaîne met à l'antenne un nouvel habillage réalisé par l'agence Naked. Les bandes-annonces fonctionnent sur un système d'animation de lamelles avec une nouvelle typographie (Avant Garde) utilisée en plusieurs graisses. De nouveaux jingles pub ont été développés dans la même ligne que les précédents. Le logo de la chaîne est également modifié avec l'ajout d'un fondu entre le bleu et le rouge,.
Cet habillage reste en place pendant 7 ans, avant un changement en profondeur le 6 janvier 2021, à l'occasion des 46 ans de la chaîne. Ainsi, l'habillage visuel, toujours réalisé par l'agence Naked, devient simplifié et est épuré de son système de lamelles, et les jingles pub ainsi que l'habillage des bandes annonces évoluent. L'habillage sonore de la chaîne évolue également, réalisé par l'agence Start Rec et tournant autour de quatre notes rappelant l'identité sonore précédente. Cependant, malgré ces modifications, le logo demeure le même,.

### Logos

Indicatifs et variantes du logo de TF1
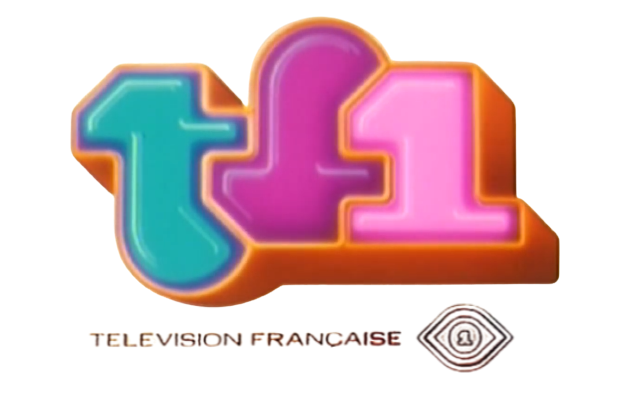
Variante du logo de 1975 diffusée pour l'ouverture et la fermeture d'antenne de 1976 au 1er janvier 1986.
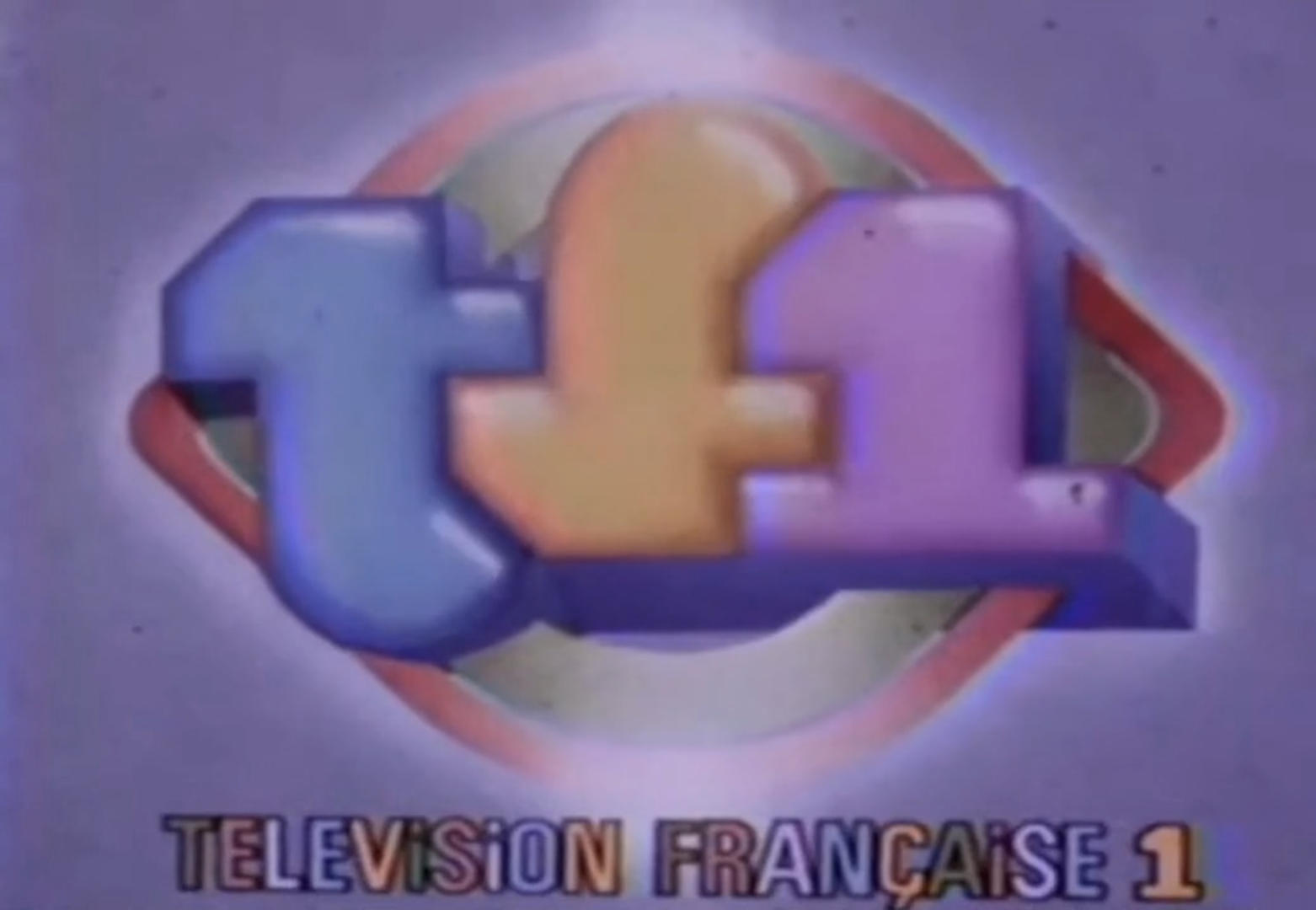
Variante diffusé à l'antenne en 1979.
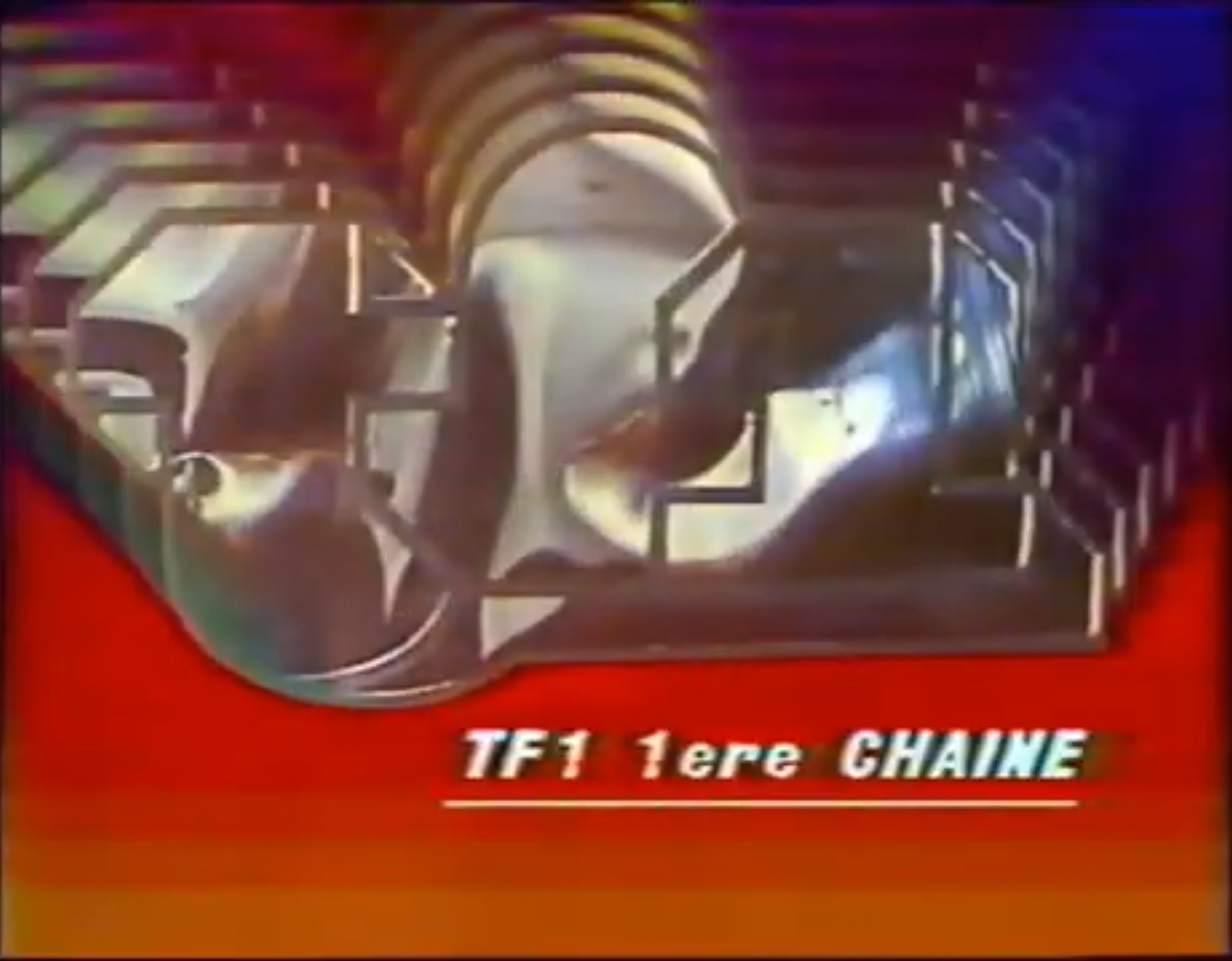
Logo avec l'indicatif 1ère Chaîne, diffusé à l'antenne en 1983.
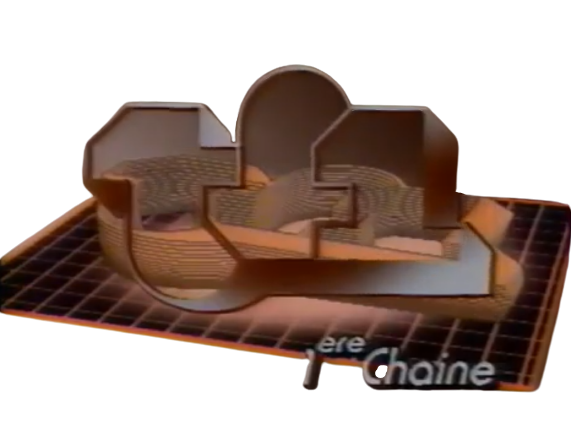
Logo avec l'indicatif 1ère Chaîne, diffusé à l'antenne de 1983 à 1984.
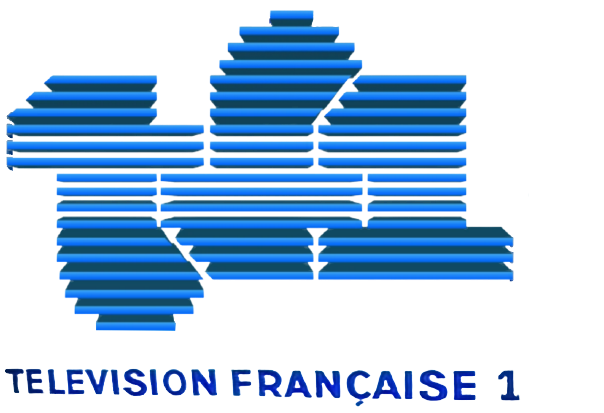
Logo alternatif de TF1, avec l'indicatif Télévision Française 1, de 1985 à 1987.
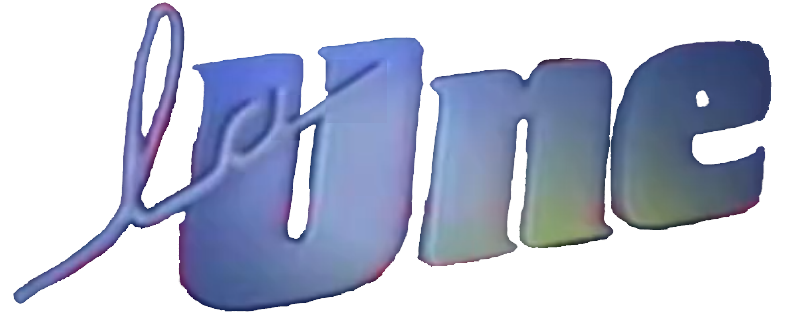
Logo alternatif avec l'indicatif La Une, diffusé à l'antenne de 1985 à 1987.

TF1 HD
Logo de TF1 HD du 30 octobre 2008 au 28 septembre 2013.
Logo de TF1 HD du 28 septembre 2013 au 26 avril 2016.

TF1 3D
Logo de TF1 3D du 10 juin 2010 au 28 septembre 2013.
Logo TF1 3D depuis le 28 septembre 2013.

Logo du 6 janvier 1975 au 31 décembre 1984[105]. Une variante est utilisée pour le générique de la chaîne jusqu'au 1er janvier 1986[106],[107].
Logo du 1er janvier 1985 au 31 décembre 1986.
Logo du 1er janvier 1987 au 2 février 1990 (avant le journal de 20 heures)[108],[109],[110],[111],[112],[N 1].
Logo du 2 février 1990 (à partir du journal de 20 heures) au 10 juillet 2006.
Logo du 10 juillet 2006 au 28 septembre 2013.
Logo depuis le 28 septembre 2013.

### Slogans
- 1981 : « TF1, la puissance de l'information, les moyens de la réflexion »
- 1984 : « TF1, pour être à la Une »[114]
- 1985 : « Bleu émotion, rouge passion, la Une a des couleurs »
- 1986 : « Vous aimez la Une, la Une vous aime ! »[115]
- 1986 : « Prenez des couleurs sur la Une ! »
- 1987 : « Y'en a qu'une ! C'est la Une »[116],[117]
- 1989 : « La rentrée sur TF1 c'est tout un programme »
- 1989-1990 : « TF1, c'est tout un programme »[118]
- 1990 : « TF1 et mon cœur fait boum ! »[116],[119]
- 1992 : « La vie bat son plein sur TF1 »[120]
- 1997 : « Ça va mieux, vous êtes sur TF1 »[116]
- 2006 : « On a tous TF1 en commun »[121]
- 2009 : « On se retrouve sur TF1 »[122]
- 2011 : « On se retrouve tous sur TF1 »[123]
- 2014-2022 : « TF1, partageons des ondes positives »[124]
- Depuis 2023 : « Les Français, ensemble »

## Organisation

### Direction
De sa création le 1er janvier 1975 à sa privatisation le 6 avril 1987, TF1 est dirigée par un président-directeur général (PDG). Depuis que la chaîne est privée, elle est dirigée par le PDG du groupe TF1, parfois assisté d'un vice-président ou d'un directeur général. Jusqu'aux années 2010, les différentes directions (programmes, information, sports...) concernaient seulement la chaîne TF1, mais à la suite de l'extension du groupe TF1, leur périmètre a été étendu à toutes les chaînes du groupe (TF1, TMC, TFX, TF1 Séries Films et LCI).
Présidents-directeurs généraux
- Jean Cazeneuve : 1er janvier 1975 - 31 décembre 1977[7] ;
- Jean-Louis Guillaud : 1er janvier 1978 - 23 juillet 1981[19] ;
- Jacques Boutet : 23 juillet 1981 - 31 août 1982[125] ;
- Michel May : 31 août 1982 - 19 juillet 1983[25] ;
- Hervé Bourges : 19 juillet 1983 - 6 avril 1987[126] ;
- PDG du Groupe TF1 depuis le 6 avril 1987.

### Capital
De sa création le 6 janvier 1975 à sa privatisation le 6 avril 1987, la société nationale de programme Télévision française 1 (TF1) était une société nationale publique d'État détenue à 100 % par l'État français.
Depuis sa privatisation le 6 avril 1987, la société Télévision française 1 (TF1) est une société anonyme détenue à 100 % par le groupe TF1. Ce dernier, coté à la bourse Euronext Paris, est une filiale du groupe industriel français Bouygues.
Au 10 octobre 2019, le capital est ainsi réparti :
| Nom                           | %       |
| ----------------------------- | ------- |
| Bouygues                      | 43,6 %  |
| TF1 (plan épargne salariés)   | 7,18 %  |
| Harris Associates             | 6,21 %  |
| CDC Entreprises               | 2,00 %  |
| CNP Assurance                 | 0,97 %  |
| Lombardia Capital Partners    | 0,32 %  |
| Allianz Global Investors      | 0,17 %  |
| BNP Paribas Asset Management. | 0,056 % |
| Voya Investments              | 0,049 % |
| Pilgrim Advisors              | 0,049 % |

### Données financières
Le budget de la société nationale de programme TF1 était de 1,18 milliard de francs en 1979 et de 2,5 milliards de francs en 1986 avec un résultat déficitaire de 85 millions cette même année. Son financement était assuré pour 40 % par une part de la redevance audiovisuelle et pour 60 % par les revenus de la publicité de marque diffusée sur son antenne par la Régie française de publicité.
Depuis sa privatisation le 6 avril 1987, TF1 ne perçoit plus la redevance et n'est plus financée que par la publicité commercialisée par sa régie TF1 Publicité. Le coût du spot publicitaire de trente secondes sur TF1 varie selon l'audience, c'est-à-dire selon les horaires et les programmes. En 2014, il est d'environ 40 000 € pour un programme d'avant-soirée, et entre 100 000 et 150 000 € pour une série télévisée ou un film à succès en première partie de soirée. Lors des évènements très suivis comme les compétitions sportives, le prix peut s'envoler : par exemple, le spot lors de la demi-finale des Bleus de l'Euro 2016 coûtait 225 000 €.

### Sièges
Le premier siège de Télévision française 1 (TF1), ainsi qu'une partie de ses studios, étaient situés au 13-15 rue Cognacq-Jay dans le 7e arrondissement de Paris, siège historique de la télévision française depuis les années 1940,,. Toutefois, pour mieux assurer l'indépendance des établissements et des sociétés créés par la loi du 7 août 1974, le gouvernement avait insisté pour que les sièges sociaux des sociétés soient nettement individualisés. C'est ainsi que TF1 avait abandonné une partie de ses activités à la Maison de la Radio pour installer son siège administratif dans des locaux plus modernes et spacieux au pied de la Tour Montparnasse au 17 rue de l'Arrivée dans le 15e arrondissement de Paris, les studios de télévision demeurant rue Cognacq-Jay[réf. nécessaire].
Le siège actuel de TF1 est situé depuis le 1er juin 1992 dans la Tour TF1 au 1 quai du Point du Jour à Boulogne-Billancourt, au sud-ouest de Paris mais rue Cognacq-Jay à Paris va rester la régie de diffusion jusqu'au 5 septembre 1993, le long de la Seine. Construite par le groupe Bouygues, propriétaire de TF1, la tour compte 14 étages.

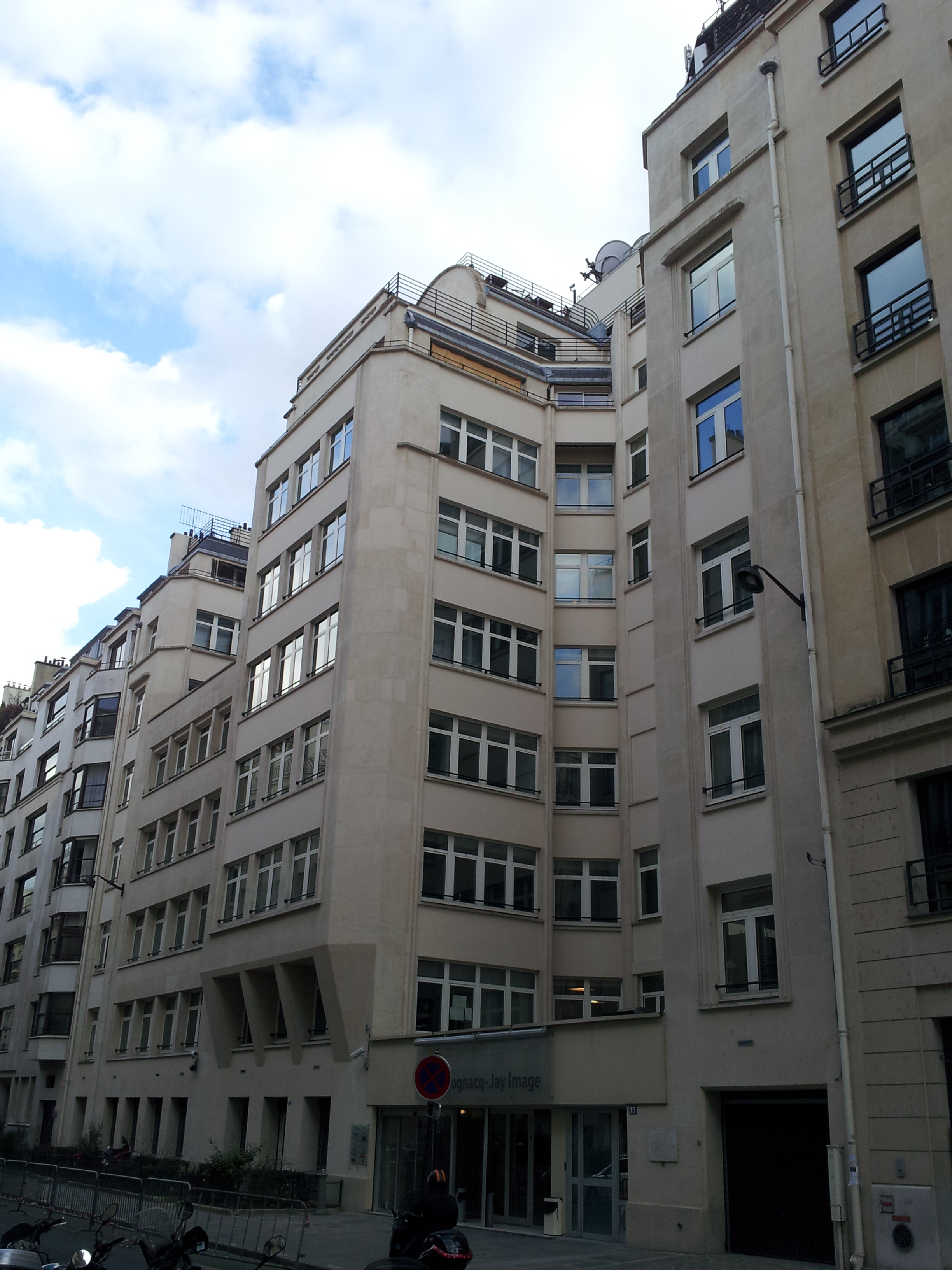
Premier siège de TF1 au 13-15 rue Cognacq-Jay à Paris.
Le siège du groupe TF1 dans la Tour TF1 à Boulogne-Billancourt.

## Programmes
Chaque jour, TF1 diffuse deux sessions d'information : le Journal de 13 heures et le Journal de 20 heures. L'information est également présente à travers plusieurs magazines tels que Reportages (depuis 1987) et Sept à huit (depuis 2000). Certains magazines sont spécialisés dans le sport, comme Téléfoot (depuis 1977) et Automoto (depuis 1975). La chaîne diffuse également des magazines de service, de société tels que Téléshopping (depuis 1987) et 50 minutes inside (depuis 2006).
Une bonne partie de la programmation de la chaîne est consacrée aux divertissements tels que les émissions C'est Canteloup (depuis 2011) et Vendredi tout est permis (depuis 2011). De nombreux jeux télévisés sont diffusés que ce soit le temps de midi comme Les Douze Coups de midi (depuis 2010), ou en première partie de soirée comme Qui veut gagner des millions ? (depuis 2000) et Le Grand Concours (depuis 2002).
La chaîne diffuse des programmes jugés polémiques par de nombreux Français. Dans les années 1990, la télévérité est incarnée par des émissions telles que Perdu de vue (1990-1997) et Témoin numéro 1 (1993-1996). Depuis les années 2000, la téléréalité a pris sa place avec des émissions de vie en communauté comme Koh-Lanta (depuis 2001) et Secret Story (depuis 2007), des télé-crochets comme Star Academy (depuis 2001) et The Voice : La Plus Belle Voix (depuis 2012), et des compétitions telles que Danse avec les stars (depuis 2011) et Mask Singer (depuis 2019).
TF1 est également très présente dans la fiction avec la diffusion de films (Ciné Dimanche), de téléfilms, de séries et de feuilletons télévisées français ou étrangers. Elle produit des séries et des feuilletons français comme Navarro (1989-2007), Une famille formidable (1992-2018), Les Cordier, juge et flic (1992-2005), Julie Lescaut (1992-2014), Une femme d'honneur (1996-2008), Joséphine, ange gardien (depuis 1997), Section de recherches (depuis 2006), Camping Paradis (depuis 2006), RIS police scientifique (2006-2014), Profilage (2009-2020), Clem (depuis 2010), Léo Mattéï, Brigade des mineurs (depuis 2013), Sam (depuis 2016), Demain nous appartient (depuis 2017), Les Bracelets rouges (2018-2024), Ici tout commence (depuis 2020), HPI (depuis 2021), Plus belle la vie, encore plus belle (depuis 2024).
En parallèle, de plus en plus de mini-séries françaises sont mises à l'antenne. TF1 diffuse également des séries et feuilletons étrangers comme Les Feux de l'amour (depuis 1989), Amour, Gloire et Beauté (depuis 2023), Alerte à Malibu (1991-2005), Walker, Texas Ranger (1995-2001), Alerte Cobra (1997-2006), Sept à la maison (1999-2008), New York, unité spéciale (depuis 2000), Les Experts (2001-2016), Monk (2003-2010), Las Vegas (2005-2010), Esprits criminels (depuis 2006), Grey's Anatomy (depuis 2006), Dr House (2007-2013), Mentalist (2010-2015), Person of Interest (2013-2016), Blacklist (2014-2021), Good Doctor (depuis 2018), Manifest (2019-2021), S.W.A.T. (depuis 2019) et Doc (depuis 2021). De nombreuses séries d'animation à destination des jeunes sont diffusées dans les créneaux spécifiques et Tfou (depuis 2007).
TF1 retransmet de nombreux événements en direct ou en différé comme le spectacle des Enfoirés, la cérémonie des NRJ Music Awards ou l'élection de Miss France, mais aussi des compétitions sportives, dans leur intégralité ou en association avec d'autres chaînes. Elle diffuse surtout des grands événements sportifs internationaux de football comme la Coupe du monde et le Championnat d'Europe et les matchs de l'équipe de France. Elle propose parfois du rugby à XV et de la Formule 1.
Les retransmissions sportives de football ou rugby ont été, dans le passé, le théâtre de guerre pour obtenir les droits de diffusions exclusifs, souvent avec le concurrent M6. Avec l'arrivée de la TNT et des chaînes obtenues par les serveurs Internet, ce sont actuellement des réseaux de chaînes de télévision qui s'affrontent.

## Présentateurs et animateurs

### Animateurs actuels
- Nikos Aliagas (depuis 2001)
- Arthur (1992-1993/depuis 1996)
- Christophe Beaugrand (depuis 2009)
- Louis Bodin (depuis 2010)
- Denis Brogniart (depuis 1999)
- Nicolas Canteloup (depuis 2011)
- Karima Charni (depuis 2022)
- Camille Combal (depuis 2018)
- Valérie Damidot (depuis 2017)
- Maud Descamps (depuis 2024)
- Saber Desfarges (depuis 2022)
- Alexandre Devoise (depuis 2014)
- Évelyne Dhéliat (depuis 1975)
- Elsa Fayer (2000-2002/depuis 2010)
- Karine Ferri (depuis 2012)
- Jean-Pierre Foucault (depuis 1987)
- Jean-Pierre Gagick (depuis 2018)
- Adrien Gindre (depuis 2024)
- Anaïs Grangerac (depuis 2018)
- Isabelle Ithurburu (depuis 2023)
- Jarry (2017-2022)
- Bixente Lizarazu (depuis 2009)
- Hélène Mannarino (depuis 2021)
- Marine Marck (depuis 2021)
- Grégoire Margotton (depuis 2016)
- Laurent Mariotte (depuis 1998)
- Thomas Mekhiche (depuis 2015)
- Marie-Ange Nardi (depuis 2008)
- Ange Noiret (depuis 2023)
- Daniela Prepeliuc (depuis 2024)
- Jean-Luc Reichmann (depuis 2001)
- Harry Roselmack (depuis 2006)
- Laurent Ruquier (depuis 2024)
- Tatiana Silva (depuis 2017)
- Bruce Toussaint (depuis 2024)
- Inès Vandamme (depuis 2021)

### Journalistes
- Gilles Bouleau (depuis 2012)
- Jean-Baptiste Boursier (depuis 2024)
- Anne-Claire Coudray (depuis 2012)
- Audrey Crespo-Mara (depuis 2015)
- Marie-Sophie Lacarrau (depuis 2021)

## Audiences

### France
Les troisième et quatrième années de son existence, en 1977 et 1978, TF1, alors chaîne publique, réalise son plus haut historique avec une part d'audience moyenne annuelle de 50,4 %. Elle baisse ensuite année après année, perdant plus de douze points en seulement cinq ans, et atteint 37,9 % en 1983. Elle rétrograde alors à la seconde place des chaînes les plus regardées de France, s'étant fait doubler par Antenne 2. Si l'audience repart à la hausse, il faut attendre 1987, année de sa privatisation, pour qu'elle retrouve la première place.
Depuis sa privatisation en 1987, TF1 est restée la chaîne de télévision la plus regardée en France, se plaçant chaque année sans exception devant les chaînes publiques France 2 et France 3 et l'autre grande chaîne privée M6. Malgré une perte de près de vingt-cinq points en une trentaine d'années et un écart de plus en plus réduit avec ses concurrentes « historiques », la chaîne est parvenue à conserver sa première place.
En 1988, TF1 réalise son plus haut historique en tant que chaîne privée avec une part d'audience moyenne annuelle de 44,8 %. Ensuite, souffrant de la concurrence du satellite puis de la TNT, elle ne cesse de baisser année après année, perdant plus de douze points en dix-sept ans pour atteindre 32,3 % en 2005. Par la suite, la baisse s'accélère avec la concurrence des nouvelles chaînes de la TNT : la chaîne perd de nouveau douze points en seulement onze ans et atteint un plus bas historique, 20,4 % en 2016. En trente ans, elle a ainsi plus que divisé par deux sa part d'audience, passant sous la barre des 40 % en 1994 et des 30 % en 2008.
En janvier 2020, TF1 atteint un autre niveau d'audience historiquement bas avec une part d'audience moyenne de 18,8 %,.

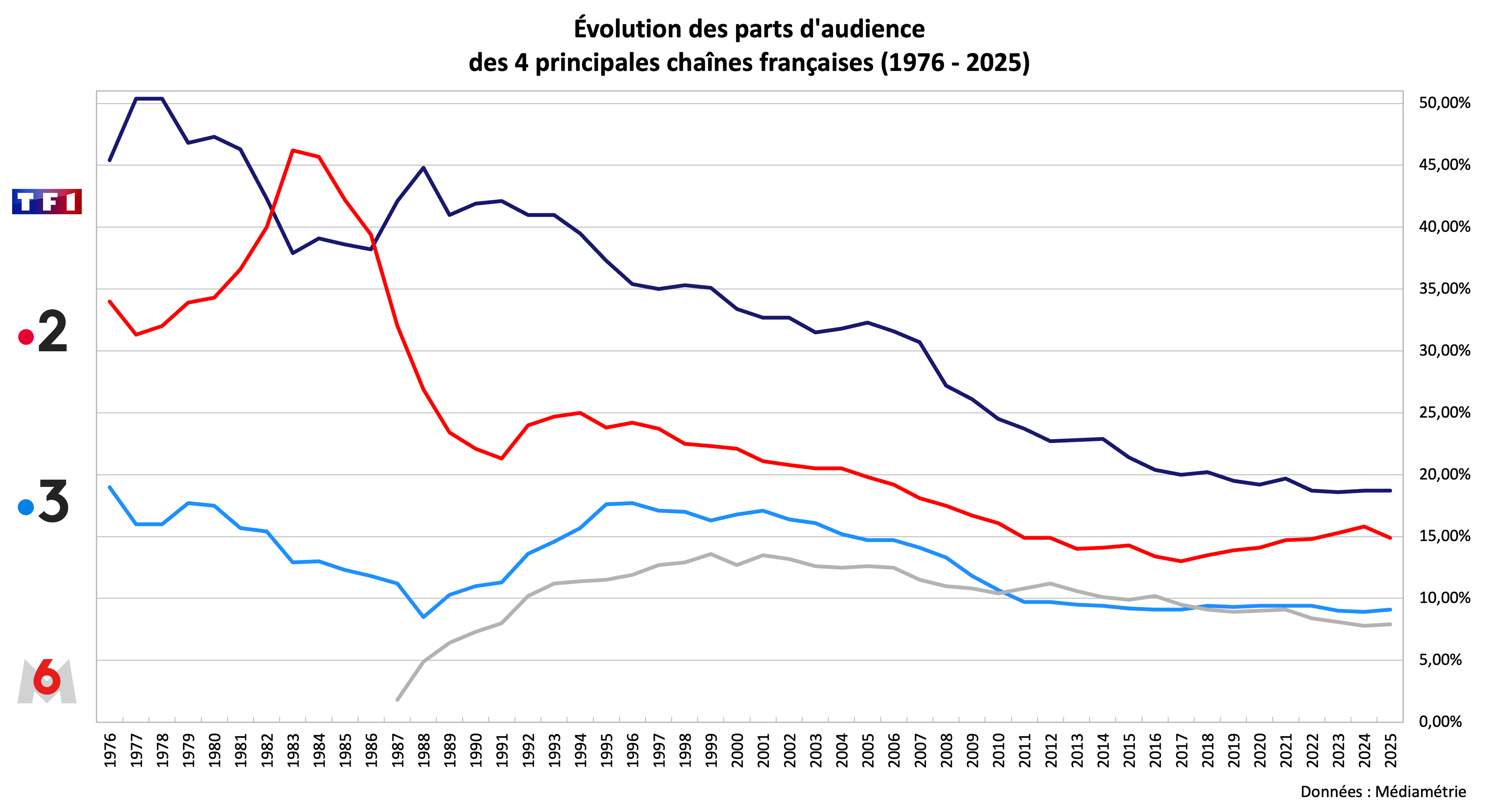
Audiences des quatre principales chaînes françaises de 1976 à 2024.
Part d'audience mensuelle depuis 1996  - Part d'audience mensuelle
  - Moyenne sur les 12 mois précédents
  - Première vague de la TNT (2005–2012)
  - Deuxième vague de la TNT (depuis 2012)

#### Audiences générales
| 1975 | 1976   | 1977    | 1978    | 1979   | 1980   | 1981   | 1982   | 1983   | 1984   | 1985   |
| ---- | ------ | ------- | ------- | ------ | ------ | ------ | ------ | ------ | ------ | ------ |
|      | 45,4 % | 50,4 %* | 50,4 %* | 46,8 % | 47,3 % | 46,3 % | 42,3 % | 37,9 % | 39,1 % | 38,6 % |

|      | Janvier | Février | Mars    | Avril   | Mai     | Juin    | Juillet | Août     | Septembre | Octobre | Novembre | Décembre | Moyenne annuelle |
| ---- | ------- | ------- | ------- | ------- | ------- | ------- | ------- | -------- | --------- | ------- | -------- | -------- | ---------------- |
| 1986 |         |         |         |         |         |         |         |          | 38,4 %    |         |          |          | 38,2 %           |
| 1987 |         |         |         |         |         | 42,5 %  |         |          | 44,0 %    |         |          |          | 42,1 %           |
| 1988 |         |         |         |         |         |         |         |          |           |         |          |          | 44,8 %           |
| 1989 |         |         |         |         |         |         |         |          |           |         |          |          | 41,0 %           |
| 1990 |         |         |         |         |         |         |         |          |           |         |          |          | 41,9 %           |
| 1991 |         |         | 43,0 %  |         |         |         |         |          |           |         |          |          | 42,1 %           |
| 1992 |         |         |         |         |         |         |         |          |           |         |          |          | 41,0 %           |
| 1993 |         |         |         |         |         |         |         |          |           |         |          |          | 41,0 %           |
| 1994 |         |         |         |         |         |         |         |          |           |         |          |          | 39,5 %           |
| 1995 |         |         |         |         |         |         |         |          |           |         |          |          | 37,3 %           |
| 1996 |         |         |         |         | 36,3 %  | 35,6 %  | 33,1 %  | 35,6 %   | 35,0 %    | 35,1 %  | 33,7 %   | 34,0 %   | 35,4 %           |
| 1997 | 34,6 %  | 35,6 %  | 34,5 %  | 34,9 %  | 35,3 %  | 35,7 %  | 32,8 %  | 35,8 %   | 34,8 %    | 34,9 %  | 34,2 %   | 37,0 %   | 35,0 %           |
| 1998 | 34,1 %  | 34,0 %  | 35,2 %  | 35,6 %  | 35,2 %  | 34,8 %  | 34,7 %  | 36,4 %   | 37,2 %    | 36,1 %  | 35,2 %   | 35,3 %   | 35,3 %           |
| 1999 | 34,9 %  | 36,5 %  | 35,6 %  | 35,9 %  | 34,2 %  | 35,1 %  | 33,0 %  | 34,7 %   | 34,7 %    | 36,1 %  | 35,2 %   | 35,2 %   | 35,1 %           |
| 2000 | 33,9 %  | 33,9 %  | 32,6 %  | 33,4 %  | 34,4 %  | 34,1 %  | 33,2 %  | 33,5 %   | 31,8 %    | 33,8 %  | 33,2 %   | 33,0 %   | 33,4 %           |
| 2001 | 33,8 %  | 33,3 %  | 33,6 %  | 32,5 %  | 31,8 %  | 31,8 %  | 31,3 %  | 33,7 %   | 33,6 %    | 32,0 %  | 32,0 %   | 32,8 %   | 32,7 %           |
| 2002 | 33,5 %  | 31,9 %  | 31,9 %  | 31,1 %  | 31,9 %  | 34,5 %  | 31,2 %  | 34,2 %   | 32,4 %    | 33,2 %  | 33,2 %   | 32,9 %   | 32,7 %           |
| 2003 | 31,9 %  | 31,3 %  | 31,8 %  | 30,5 %  | 31,1 %  | 31,6 %  | 31,1 %  | 31,3 %   | 31,4 %    | 32,4 %  | 30,8 %   | 32,2 %   | 31,5 %           |
| 2004 | 32,7 %  | 31,8 %  | 31,8 %  | 32,5 %  | 33,0 %  | 32,2 %  | 31,1 %  | 30,1 %   | 32,0 %    | 32,0 %  | 31,1 %   | 31,4 %   | 31,8 %           |
| 2005 | 32,2 %  | 32,1 %  | 32,7 %  | 31,4 %  | 31,7 %  | 31,2 %  | 32,6 %  | 34,5 %   | 33,4 %    | 33,4 %  | 31,5 %   | 31,9 %   | 32,3 %           |
| 2006 | 32,0 %  | 30,2 %  | 31,5 %  | 31,9 %  | 31,2 %  | 32,8 %  | 33,8 %  | 32,8 %   | 31,3 %    | 31,7 %  | 30,2 %   | 30,7 %   | 31,6 %           |
| 2007 | 30,7 %  | 31,0 %  | 31,0 %  | 30,3 %  | 31,4 %  | 30,5 %  | 30,2 %  | 31,6 %   | 31,8 %    | 31,8 %  | 29,3 %   | 28,9 %   | 30,7 %           |
| 2008 | 28,0 %  | 27,5 %  | 28,0 %  | 27,2 %  | 27,2 %  | 27,5 %  | 27,1 %  | 27,7 %   | 28,0 %    | 26,2 %  | 26,1 %   | 26,2 %   | 27,2 %           |
| 2009 | 26,7 %  | 26,2 %  | 26,7 %  | 26,3 %  | 25,5 %  | 25,9 %  | 25,7 %  | 26,7 %   | 26,6 %    | 26,2 %  | 25,8 %   | 24,8 %   | 26,1 %           |
| 2010 | 25,1 %  | 25,1 %  | 25,1 %  | 24,3 %  | 24,0 %  | 25,1 %  | 23,9 %  | 24,0 %   | 24,1 %    | 24,7 %  | 24,3 %   | 24,6 %   | 24,5 %           |
| 2011 | 24,1 %  | 23,9 %  | 24,5 %  | 23,2 %  | 23,6 %  | 23,3 %  | 22,8 %  | 23,4 %   | 24,1 %    | 24,5 %  | 23,0 %   | 23,3 %   | 23,7 %           |
| 2012 | 22,3 %  | 22,6 %  | 23,6 %  | 22,6 %  | 22,9 %  | 22,2 %  | 21,8 %  | 21,3 %   | 23,0 %    | 23,4 %  | 23,3 %   | 23,1 %   | 22,7 %           |
| 2013 | 23,3 %  | 23,2 %  | 23,9 %  | 22,6 %  | 22,2 %  | 21,9 %  | 21,4 %  | 22,2 %   | 23,4 %    | 23,6 %  | 23,3 %   | 22,6 %   | 22,8 %           |
| 2014 | 22,6 %  | 22,5 %  | 23,3 %  | 22,8 %  | 22,1 %  | 24,6 %  | 23,7 %  | 22,5 %   | 22,7 %    | 23,0 %  | 22,5 %   | 23,0 %   | 22,9 %           |
| 2015 | 21,8 %  | 21,8 %  | 21,9 %  | 21,3 %  | 21,0 %  | 21,4 %  | 20,4 %  | 20,0 %   | 21,3 %    | 22,4 %  | 21,7 %   | 21,0 %   | 21,4 %           |
| 2016 | 20,6 %  | 21,4 %  | 21,7 %  | 20,2 %  | 20,3 %  | 20,4 %  | 18,9 %  | 18,6 %   | 20,4 %    | 20,3 %  | 20,4 %   | 20,7 %   | 20,4 %           |
| 2017 | 19,7 %  | 19,3 %  | 21,0 %  | 19,4 %  | 20,2 %  | 19,7 %  | 18,8 %  | 19,7 %   | 20,3 %    | 20,3 %  | 20,4 %   | 20,8 %   | 20,0 %           |
| 2018 | 19,8 %  | 19,3 %  | 20,3 %  | 20,0 %  | 19,6 %  | 21,6 %  | 22,4 %  | 19,3 %   | 20,4 %    | 20,9 %  | 20,0 %   | 19,8 %   | 20,2 %           |
| 2019 | 19,2 %  | 19,2 %  | 20,0 %  | 19,2 %  | 19,1 %  | 20,2 %  | 18,4 %  | 19,0 %   | 19,8 %    | 20,1 %  | 19,9 %   | 19,8 %   | 19,5 %           |
| 2020 | 18,8 %  | 19,1 %  | 18,9 %, | 18,9 %, | 19,5 %  | 19,3 %  | 18,7 %  | 19,4 %   | 18,8 %    | 19,3 %  | 20,1 %,  | 20,1 %,  | 19,2 %           |
| 2021 | 19,9 %  | 19,6 %  | 20,5 %  | 20,0 %  | 19,9 %  | 19,3 %  | 19,8 %  | 18,9 %   | 20,0 %,   | 20,0 %, | 19,4 %   | 18,6 %   | 19,7 %           |
| 2022 | 18,5 %  | 18,4 %  | 18,6 %, | 18,6 %, | 18,8 %, | 18,8 %, | 18,2 %  | 18,7 %   | 17,7 %,   | 17,7 %, | 18,9 %   | 21,1 %   | 18,7 %           |
| 2023 | 17,9 %, | 17,9 %, | 18,4 %  | 18,0 %  | 18,7 %  | 18,3 %  | 19,0 %  | 19,1 %   | 19,4 %    | 19,9 %  | 18,3 %   | 18,5 %   | 18,6 %**         |
| 2024 | 18,6 %  | 18,5 %  | 19,0 %  | 18,7 %  | 18,9 %  | 18,8 %  | 18,6 %  | 16,9 %** | 19,4 %    | 19,1 %  | 19,5 %   | 18,2 %   | 18,7 %           |
| 2025 | 18,5 %, | 18,5 %, | 19,6 %  | 18,7 %  | 18,4 %  | 18,6 %  | 18,7 %  |          |           |         |          |          |                  |

Légende :

* : maximum historique.
** : minimum historique.
Meilleur score mensuel de l'année.
Moins bon score mensuel de l'année.

#### Records d'audiences
Le 12 juillet 1998, TF1 réalise un record d'audience historique en diffusant la finale de la Coupe du monde de football de 1998 opposant la France au Brésil, suivie par 20,6 millions de téléspectateurs soit 75,6 % de part d'audience. Ce record est battu deux ans plus tard, le 2 juillet 2000, avec la finale France-Italie du Championnat d'Europe de football 2000 qui attire 21,4 millions de téléspectateurs soit 77,5 % de part de marché. Il est de nouveau battu six ans plus tard, le 5 juillet 2006, avec la diffusion de la demi-finale France-Portugal de la Coupe du monde de football de 2006 qui est suivie par 22,2 millions de téléspectateurs soit 76,7 % de part d'audience,. Il s'agit également de la meilleure audience d'un programme télévisé en France, toutes chaînes confondues. Mais des experts estiment que la demi-finale de la Coupe du monde de football de 1982 entre la France et l'Allemagne est l'événement le plus vu de l'histoire de la télévision française, notamment la séance de tirs au but perdue par les joueurs français qui aurait été vue par 32,1 millions de leurs compatriotes.
Le 18 décembre 2022, TF1 réalise la meilleure audience de l'histoire de la télévision française en diffusant la finale de la Coupe du monde 2022 entre l'Argentine et la France. Ce match historique fut suivi en moyenne par 24,08 millions de téléspectateurs et 81 % de part de marché avec un pic d'audience à 29,4 millions de téléspectateurs. La séance de tirs au but fut regardée par 29,09 millions de téléspectateurs et constitue une part de marché de 85,5% de PDA.
TF1 occupe la plupart des places du Top 100 établi par Médiamétrie chaque année. Depuis de nombreuses années, elle réalise souvent plus de 90 des 100 meilleures audiences de l'année dont la meilleure audience, se plaçant largement devant ses concurrentes,,,. La chaîne parvient même à faire les 100 meilleures audiences de l'année 2007.
| Date             | Programme                                                            | Genre | Téléspectateurs | Part de marché |
| ---------------- | -------------------------------------------------------------------- | ----- | --------------- | -------------- |
| 18 décembre 2022 | Coupe du monde de football de 2022 (Finale : Argentine - France)     | Sport | 24 080 000      | 81 %,          |
| 5 juillet 2006   | Coupe du monde de football de 2006 (Demi-finale : Portugal - France) | Sport | 22 220 000      | 76,7 %,        |
| 9 juillet 2006   | Coupe du monde de football de 2006 (Finale : France - Italie)        | Sport | 22 143 700      | 80,3 %,        |
| 2 juillet 2000   | Championnat d'Europe de football 2000 (Finale : France - Italie)     | Sport | 21 441 000      | 77,5 %,        |
| 14 décembre 2022 | Coupe du monde de football de 2022 (Demi-finale : France - Maroc)    | Sport | 20 694 000      | 66,4 %,        |
| 12 juillet 1998  | Coupe du monde de football de 1998 (Finale : France - Brésil)        | Sport | 20 577 000      | 75,6 %,        |

#### Concurrence de France 2
Très fréquemment en tête des audiences quotidiennes, TF1 est toutefois quelquefois devancée par la deuxième chaîne publique Antenne 2, devenue France 2, notamment au cours de deux périodes : durant toute l'année 1983 où sa nouvelle grille permet à Antenne 2 d'obtenir un fort succès populaire et passe en tête des audiences, devant la première chaîne ; puis lors de la retransmission des Jeux olympiques d'été de 2024, dont la cérémonie d'ouverture retransmise sur France 2 réunit 23,24 millions de téléspectateurs soit 83,1 % de part de marché entre 19 h 26 et 23 h 30 avec un pic d'audience atteignant 25,2 millions (90,2 %) à 21 h 56, marquant un record historique d'audience,,,.

### Belgique francophone
Le CIM (Centre d'Information sur les Médias) mesure les audiences en Belgique depuis 1997. Le CIM réalise ses études en distinguant deux marchés : le marché belge francophone et le marché flamand.
L'audience annuelle globale de TF1 est mesurée par le CIM depuis 1997. Les audiences des meilleurs programmes ne sont toutefois comptabilisés que depuis le lancement de TF1 Belgique, le 6 septembre 2017, date à laquelle la chaîne a démarré ses fenêtres publicitaires destinées au marché belge francophone.

#### Audience globale
| Année | Parts de marché |
| ----- | --------------- |
| 1990  | —               |
| 1991  | —               |
| 1992  | —               |
| 1993  | —               |
| 1994  | —               |
| 1995  | —               |
| 1996  | —               |
| 1997  | 16,5 %          |
| 1998  | 17,4 %          |
| 1999  | 16,7 %          |

| Année | Parts de marché |
| ----- | --------------- |
| 2000  | 16,9 %          |
| 2001  | 16,6 %          |
| 2002  | 16,6 %          |
| 2003  | 16,3 %          |
| 2004  | 15,7 %          |
| 2005  | 16,4 %          |
| 2006  | 17,5 %          |
| 2007  | 17,1 %          |
| 2008  | 17,1 %          |
| 2009  | 16,5 %          |

| Année | Parts de marché |
| ----- | --------------- |
| 2010  | 16,6 %          |
| 2011  | 17,0 %          |
| 2012  | 17,0 %          |
| 2013  | 16,1 %          |
| 2014  | 15,15 %         |
| 2015  | 15,5 %          |
| 2016  | 15,4 %          |
| 2017  | 14,8 %          |
| 2018  | 13,35 %         |
| 2019  | 13,0 %          |

| Année | Parts de marché |
| ----- | --------------- |
| 2020  | 12,38 %         |
| 2021  | 11,7 %          |
| 2022  | 11,7 %          |
| 2023  | —               |
| 2024  | —               |
| 2025  | —               |
| 2026  | —               |
| 2027  | —               |
| 2028  | —               |
| 2029  | —               |

Source, :
Avec une part d'audience moyenne annuelle de 12,38 % en 2020, TF1 est la troisième chaîne belge francophone la plus regardée, derrière La Une (20,13 %) et RTL TVI (19,63 %). Sa moyenne d'audience tend à diminuer depuis 2016.
Sur la cible commerciale (Principal Responsable des Achats 18-54 ans), la chaîne a une part d'audience plus élevée (15,46 %), et se classe deuxième derrière RTL TVI (24,93 %) et devant La Une (14,75 %). Soit une légère remontée, après une période de baisse sur cette cible (17,26 en 2017, 15,59 % en 2018, 14,62 % en 2019).

#### Top 10 des programmes les plus regardés par an
| 2021 | 2021                                                  | 2021       | 2021                      | 2021           |
|      | Programme                                             | Date       | Nombre de téléspectateurs | Part de marché |
| ---- | ----------------------------------------------------- | ---------- | ------------------------- | -------------- |
| 1    | HPI                                                   | 11/05/2021 | 605 143                   | 38,2 %         |
| 2    | Les Enfoirés à côté de vous                           | 05/03/2021 | 564 800                   | 38,5 %         |
| 3    | Koh-Lanta : Les Armes secrètes                        | 12/03/2021 | 560 200                   | 35,4 %         |
| 4    | Koh-Lanta : La Légende                                | 09/11/2021 | 457 200                   | 32,5 %         |
| 5    | Star Academy : on s'était dit rendez-vous dans 20 ans | 30/10/2021 | 453 700                   | 33,3 %         |
| 6    | The Voice : La Plus Belle Voix                        | 28/11/2020 | 434 600                   | 29,1 %         |
| 7    | 20 ans de Star Ac, le doc évènement                   | 22/05/2021 | 412 000                   | 24,5 %         |
| 8    | La chanson secrète                                    | 15/01/2021 | 334 800                   | 25 %           |
| 9    | Danse avec les stars - Demi-finale                    | 19/11/2021 | 325 100                   | 24,1 %         |
| 10   | The Voice, All Stars                                  | 11/09/2021 | 322 100                   | 28,8 %         |

| 2020 | 2020                            | 2020       | 2020                      | 2020           |
|      | Programme                       | Date       | Nombre de téléspectateurs | Part de marché |
| ---- | ------------------------------- | ---------- | ------------------------- | -------------- |
| 1    | Le Pari(s) des Enfoirés         | 06/03/2020 | 682 100                   | 44,9 %         |
| 2    | Koh-Lanta : L'Île des héros     | 10/04/2020 | 558 200                   | 29,9 %         |
| 3    | Koh-Lanta : Les 4 Terres        | 13/11/2020 | 547 300                   | 31,5 %         |
| 4    | The Voice : La Plus Belle Voix  | 25/01/2020 | 473 300                   | 36,0 %         |
| 5    | Mask Singer - La finale         | 28/11/2020 | 406 700                   | 28,5 %         |
| 6    | Le grand bêtisier du 31         | 31/12/2020 | 393 000                   | 25,5 %         |
| 7    | La chanson secrète              | 12/12/2020 | 372 800                   | 25,9 %         |
| 8    | Le Dîner de cons                | 14/05/2020 | 354 800                   | 22,0 %         |
| 9    | The Voice Kids - La finale      | 10/10/2020 | 354 400                   | 26,6 %         |
| 10   | Le 20 heures - Édition spéciale | 13/04/2020 | 344 000                   | 17,0 %         |

| 2019 | 2019                                        | 2019       | 2019                      | 2019           |
|      | Programme                                   | Date       | Nombre de téléspectateurs | Part de marché |
| ---- | ------------------------------------------- | ---------- | ------------------------- | -------------- |
| 1    | Le Monde des Enfoirés                       | 08/03/2019 | 639 500                   | 41,4 %         |
| 2    | Koh-Lanta : La Guerre des chefs             | 15/03/2019 | 498 200                   | 33,1 %         |
| 3    | The Voice : La Plus Belle Voix              | 09/03/2019 | 482 700                   | 30,7 %         |
| 4    | Le grand bêtisier du 31                     | 31/12/2019 | 397 700                   | 29,8 %         |
| 5    | Mask Singer - La finale                     | 13/12/2019 | 396 500                   | 26,3 %         |
| 6    | Les Douze Coups de Noël                     | 21/12/2019 | 338 800                   | 26,7 %         |
| 7    | Qui veut gagner des millions ?              | 19/01/2019 | 330 100                   | 26,6 %         |
| 8    | The Voice Kids - La finale                  | 25/10/2019 | 325 600                   | 24,3 %         |
| 9    | Big Bounce - La course de trampoline        | 11/01/2019 | 322 500                   | 22,6 %         |
| 10   | Les Douze Coups de midi - Le match de l'été | 31/08/2019 | 318 100                   | 28,3 %         |

| 2018 | 2018                                  | 2018       | 2018                      | 2018           |
|      | Programme                             | Date       | Nombre de téléspectateurs | Part de marché |
| ---- | ------------------------------------- | ---------- | ------------------------- | -------------- |
| 1    | Les Enfoirés 2018 : Musique !         | 09/03/2018 | 688 800                   | 37,9 %         |
| 2    | The Voice : La Plus Belle Voix        | 10/02/2018 | 533 600                   | 32,1 %         |
| 3    | Koh-Lanta : Le Combat des héros       | 16/03/2018 | 489 100                   | 30,9 %         |
| 4    | Qu'est-ce qu'on a fait au Bon Dieu ?  | 09/12/2018 | 432 700                   | 24,8 %         |
| 5    | Danse avec les stars - La finale      | 01/12/2018 | 408 500                   | 24,8 %         |
| 6    | Le grand bêtisier du 31               | 31/12/2018 | 398 000                   | 27,4 %         |
| 7    | Rien à déclarer                       | 11/03/2018 | 371 500                   | 22,7 %         |
| 8    | Le Jour où j'ai brûlé mon cœur        | 05/11/2018 | 365 400                   | 27,8 %         |
| 9    | The Voice Kids                        | 09/11/2018 | 364 200                   | 26,2 %         |
| 10   | La Vérité sur l'affaire Harry Quebert | 21/11/2018 | 360 900                   | 21,0 %         |

| 2017 | 2017                                              | 2017       | 2017                      | 2017           |
|      | Programme                                         | Date       | Nombre de téléspectateurs | Part de marché |
| ---- | ------------------------------------------------- | ---------- | ------------------------- | -------------- |
| 1    | Koh-Lanta : Fidji                                 | 01/09/2017 | 545 200                   | 37,7 %         |
| 2    | Le grand bêtisier du 31                           | 31/12/2017 | 483 000                   | 33,0 %         |
| 3    | Danse avec les stars - Demi-finale                | 09/12/2017 | 434 200                   | 27,2 %         |
| 4    | Ninja Warrior : Le Parcours des héros - La finale | 21/07/2017 | 406 000                   | 32,7 %         |
| 5    | Les Douze Coups de Noël                           | 23/12/2017 | 374 400                   | 22,9 %         |
| 6    | Johnny Hallyday - L'hommage                       | 09/12/2017 | 333 400                   | 33,8 %         |
| 7    | NRJ Music Awards                                  | 04/11/2017 | 320 700                   | 24,6 %         |
| 8    | The Voice Kids - La finale                        | 30/09/2017 | 320 600                   | 21,2 %         |
| 9    | Enfoirés Kids                                     | 01/12/2017 | 307 100                   | 23,2 %         |
| 10   | Joséphine, ange gardien                           | 11/08/2017 | 290 200                   | 21,3 %         |

Tous les téléspectateurs de 4 ans et plus, plus d'éventuels invités. Durée des programmes supérieure à 15 minutes.

### Suisse romande
Avec une part d'audience moyenne de 12 % de part de marché en 2016, TF1 est la deuxième chaîne suisse francophone la plus regardée, derrière RTS Un (19 %).
| 1997 | 1998 | 1999 | 2000 | 2001 | 2002 | 2003 | 2004 | 2005 | 2006 | 2007 | 2008 | 2009 | 2010 | 2011 | 2012 | 2013 | 2014 | 2015 | 2016 |
| ---- | ---- | ---- | ---- | ---- | ---- | ---- | ---- | ---- | ---- | ---- | ---- | ---- | ---- | ---- | ---- | ---- | ---- | ---- | ---- |
| 15 % | 15 % | 15 % | 16 % | 16 % | 17 % | 17 % | 17 % | 17 % | 17 % | 15 % | 14 % | 13 % | 13 % | 13 % | 13 % | 12 % | 12 % | 12 % | 12 % |

## Controverses

### Contre la coupure publicitaire
En 1986, Bertrand Tavernier prend la tête d'un mouvement de contestation des réalisateurs. Afin de protester contre le « saucissonnage des films » par la publicité sur La Cinq, il renvoie sa médaille de chevalier des Arts et des Lettres. À la suite des élections législatives de mars 1986, la droite revient au pouvoir. La Cinq est autorisée à continuer à émettre, mais doit immédiatement cesser de diffuser des films de cinéma. Dès le dimanche 20 avril, un téléfilm remplace le film prévu, et les films programmés ultérieurement voient leur case réattribuée à des séries ou à des téléfilms. En décembre de la même année, La Cinq est autorisée, de nouveau, à diffuser des films de cinéma.
En 1992, Tavernier dit avoir été blacklisté par La Cinq et TF1 :

« J'ai été interdit sur La Cinq. J'ai eu aucun de mes films produits, parce que je m'étais battu contre les coupes publicitaires (…) Donc je m'en fous de la chaîne. Puisque les gens m'ont carrément dit, comme sur la Une et sur La Cinq, étant donné que vous vous êtes battus contre la coupure publicitaire (…) Y'a même pas à envoyer les scénarios. »

— Bertrand Tavernier dans Les coulisses de La Cinq  le 13 janvier 1992,

### Contenu des émissions
Depuis sa privatisation en 1987, la nature des programmes de TF1 suscite de nombreuses réactions de désapprobation. Les jeux, la téléréalité et les nombreuses séries, le plus souvent d'origine américaine, sont souvent en ligne de mire dans ces critiques, la chaîne privée faisant le choix de délaisser les émissions à caractère culturel qui font statistiquement moins d'audience.

#### Émissions pour la jeunesse
L’animatrice Dorothée a été décriée pour le caractère « bêtifiant » de certaines de ses émissions. Ainsi, dès 1987, les programmes pour la jeunesse du Club Dorothée sont montrés du doigt pour la part trop faible faite à la dimension éducative au profit de dessins animés souvent considérés comme violents, voire ambigus, en particulier de nombreux dessins animés japonais qualifiés de « japoniaiseries », jugés dangereux pour l'évolution mentale des enfants,.

#### De la télévérité à la téléréalité
Dans les années 1990, l'arrivée des reality shows (télévérité) comme Perdu de vue, Témoin numéro 1, et Tout est possible continue de donner une mauvaise image de la chaîne en dépit de fortes audiences,,. Le 4 septembre 1996, le journaliste de Libération Pierre Marcelle qualifie Jacques Pradel d'« affectueux parasite », au « ton doucereux de cocker charognard ». Considérant que l'émission Perdu de vue est une « exploitation mercantile de l’intime », une « émission d'inspiration policière et attentatoire » à la liberté individuelle, et que l'animateur « exploite son filon avec une perverse efficacité ». À la rentrée 1996, Étienne Mougeotte, alors vice-président de la chaîne, invente le concept de « Quête de sens », qui mène à un grand nettoyage l'année suivante. Tous les programmes polémiques disparaissent : Club Dorothée, Perdu de vue, Témoin numéro 1 et Tout est possible. De nouvelles émissions symbolisant la « nouvelle Une » apparaissent : TF! Jeunesse, Public présenté par Michel Field et Le Monde de Léa par Paul Amar. Mais en 2001, à la suite du succès de Loft story sur M6, TF1 signe un accord d'exclusivité avec Endemol pour avoir l'exclusivité de leurs émissions de télé-réalité comme Star Academy, Fear Factor ou L'Île de la tentation.

### Traitement de l’actualité
La rédaction de TF1 cherche à couvrir tous les domaines de l'actualité, y compris en reprenant des aspects locaux qui sortent de l'évènementiel. Depuis sa privatisation, il a fréquemment été reproché à la chaîne un traitement superficiel de l'information, qui privilégierait l'actualité de proximité et le sensationnalisme à l'ouverture internationale et au traitement de fond. Le Journal de 13 heures présenté par Jean-Pierre Pernaut est l'emblème de toutes ces critiques, accusé de verser dans le populisme, la démagogie, le conservatisme voire le poujadisme en préférant parler des « petits artisans » que de l'actualité internationale,. Ainsi les bureaux des correspondants à l'étranger ont été fermés les uns derrière les autres : Moscou en 2010, Rome en 2012 et Londres en 2016. À l'inverse, la chaîne est plus rarement accusée de parisianisme que ses consœurs, une situation qui reste l'une des tendances lourdes de l’audiovisuel français.
Sur un aspect déontologique, la chaîne fait montre d'une politique éditoriale visant à faire du journal télévisé un vecteur d’autopromotion de programmes dont elle a l’exclusivité (football ou téléréalité) afin d’en garantir l’audience, par exemple, les veilles et lendemains de finales de Star Academy ou de Miss France, quand l'animateur Jean-Pierre Pernaut n'hésite pas à ouvrir son journal avec ces « informations ».
Toutefois, le 27 octobre 2010, le Journal de 20 heures présenté par Laurence Ferrari remporte le 1er prix des Media Tenor TV Global Awards récompensant « l'importance accordée à l'économie, à l'environnement, et à la place des femmes dans le traitement de l'information ». Le journal reçoit également le 2e prix des Global Media Peace Awards pour sa couverture à l'international.
Les journaux de TF1 ont été accusés à plusieurs reprises de diffuser de fausses informations, soit par simple erreur, soit par manque de transparence, soit avec une volonté de truquer un reportage :
- le 16 septembre 1991, le journal de 20 h montre Patrick Poivre d'Arvor et Régis Faucon interroger en tête-à-tête le dirigeant cubain Fidel Castro. Le mois suivant, Télérama révèle que les images de Fidel Castro sont en fait issues d'une conférence de presse donnée par ce dernier, parmi lesquelles ont été intercalées des images de PPDA posant des questions en fonction des réponses afin de donner l'illusion d'un entretien personnalisé[312] ;
- le 1er octobre 2008, dans un reportage sur la chute des prix des maisons et des appartements à Rennes, le client visitant un bien qui est interviewé s'avère être un agent immobilier[313] ;
- le 8 août 2008, en pleine course au sensationnel, la journaliste Florence Schaal s'empresse d'annoncer abruptement en direct lors du Journal de 20 heures et sans vérification préalable le décès d'un enfant de deux ans et demi, qui venait en réalité d'être retrouvé sain et sauf. Mise à pied par la chaîne, elle fut licenciée pour faute grave le mois suivant[314] ;
- le 27 juillet 2009, les journaux de 20 h de TF1 et France 2 diffusent un reportage montrant les techniques d'investigation des experts scientifiques de la gendarmerie sur les incendies criminels en Corse. Mais les journalistes ne précisent pas que les scènes sont en réalité des reconstitutions répétées plusieurs fois[315] ;
- le 23 juin 2011, un sujet sur le contrat de responsabilité parentale (CRP), dispositif mis en place de la loi contre l'absentéisme scolaire, contient un faux témoignage : une attachée de presse du président du conseil général des Alpes-Maritimes Éric Ciotti — porteur de la loi — se fait passer pour une mère de famille à l'initiative de la journaliste du reportage réalisé par un sous-traitant[316]. Lors de la présentation d'excuses, le présentateur Jean-Pierre Pernaut indique que « c’est la première fois dans l’histoire de nos journaux » alors qu'il y a eu des précédents[317] ;
- en 2014, Mediapart révèle que la mairie de Cannet dirigée par Michèle Tabarot truquait des reportages de TF1 avec l'aide de la police municipale[318] ;
- en 2020, après le déconfinement pour la pandémie de Covid-19, plusieurs médias notamment les JT de TF1 se sont mis à modifier des informations. Par exemple, pendant plusieurs mois, le département de la Mayenne a été attaqué comme étant le département ayant le plus de malades du Covid-19 et ne prêtant pas attention aux consignes de sécurité. Finalement, il se trouvait que ce département faisait partie de ceux faisant le plus attention, en faisant un très grand nombre de test par jour. Les chiffres étaient ré-utilisés par la chaîne, mais le mot test était changé par malades. Les attaques ont légèrement descendu à la suite de l'intervention en direct pendant le 13 heures, d'Olivier Richefou (président du conseil départemental de la Mayenne), qui a rétabli la vérité. En revanche, la chaîne s'est cachée de ses attaques, au point de demander à Olivier Richefou durant le direct, l'endroit d'où venaient les attaques médiatiques[319] ;
- le 4 décembre 2020, le journal de 20 heures présente un extrait, au sujet d'un robot qui tirerait à l'arme à feu, de vidéo truquée en ne le précisant qu'après un certain nombre de secondes.

### Orientation de droite
TF1 est souvent accusée d'être une chaîne plutôt orientée politiquement à droite. Les observateurs dénoncent aussi bien le choix de ses programmes — séries télévisées accusées de véhiculer une idéologie réactionnaire, omniprésence de la police dans les séries ou les émissions de reportages —, les informations qu'elle traite dans ses journaux — beaucoup de sujets populistes sur l'insécurité ou l'immigration — et les liens de connivence entre les dirigeants/propriétaires de la chaîne et certains hommes politiques de droite — amitié de Martin Bouygues et Nicolas Sarkozy. Mais le Conseil supérieur de l'audiovisuel (CSA) n'a jamais rien trouvé à redire sur une prétendue position partisane de la chaîne et ses liens avec le pouvoir n'auraient jamais été réellement récompensés. Toutefois, en mars 2017, la chaîne a été rappelée à l'ordre par le CSA pour des propos tenus par Jean-Pierre Pernaut dans son journal de 13 heures au sujet des centres pour migrants, propos jugés susceptibles d'« encourager un comportement discriminatoire ».
De plus, la chaîne est souvent accusée d'être de parti pris pour la droite lors des élections présidentielles :
- lors de la campagne présidentielle de 1995, TF1 est accusée de soutenir le candidat RPR Édouard Balladur, alors Premier ministre[323] ;
- lors de la campagne présidentielle de 2002, TF1 est accusée d'avoir contribué aux résultats du premier tour, favorables à la droite et à l'extrême droite, en diffusant de très nombreux témoignages sur l'insécurité en France (54 sujets sur ce thème dans les trois semaines qui précédent l'élection contre seulement 10 sujets dans les trois semaines qui suivent). Le point d'orgue est l'affaire Paul Voise : l'agression d'un retraité deux jours avant l'élection est très fortement médiatisée, notamment par la chaîne privée[324],[325] ;
- lors de la campagne présidentielle de 2007, le candidat François Bayrou (Modem) accuse à plusieurs reprises TF1 et sa présentatrice Claire Chazal de favoriser un second tour entre Nicolas Sarkozy (UMP) et Ségolène Royal (PS)[326]. Martin Bouygues, propriétaire de TF1, est alors un ami proche de Nicolas Sarkozy : il a été son témoin de mariage avec Cécilia et est le parrain de leur fils Louis[327]. En mai 2007, Laurent Solly, directeur adjoint de la campagne victorieuse de Nicolas Sarkozy, est recruté par TF1 pour devenir directeur général adjoint. Étonnamment, c'est Franck Louvrier, conseiller en communication de Nicolas Sarkozy qui annonce le premier cette embauche[328].

En 2006, un sondage TNS-Sofres indique que 37 % des personnes interrogées considèrent TF1 comme une chaîne orientée à droite. Mais ce même sondage montre également que la chaîne est celle qui répond le mieux aux besoins des téléspectateurs et qui incarne le mieux le service public, alors qu'il s'agit pourtant d'une chaîne privée. D'ailleurs, un sondage de février 2008 montrera que 32 % des Français pensent que TF1 est une chaîne publique. En 2012, un sondage de l'Ifop montre que les téléspectateurs de TF1 sont à 67 % de droite.
En avril 2009, TF1 licencie Jérôme Bourreau-Guggenheim, responsable de son pôle innovation Web, en raison des critiques que ce dernier avait émises contre le projet de loi HADOPI dans un courriel privé adressé à sa députée Françoise de Panafieu (UMP) et portées à la connaissance de TF1 par le gouvernement de droite en place,. Le cas fait un certain bruit, notamment sur le web. En juin 2012, le conseil de prud'hommes condamne TF1 à verser 27 000 € d'indemnités à Jérôme Bourreau-Guggenheim pour — licenciement sans cause réelle et sérieuse —.

### Philosophie d'entreprise
En 2004, dans le livre Les Dirigeants face au changement, Patrick Le Lay, alors président-directeur général du groupe TF1, explique le métier de la chaîne TF1 par la formule « Ce que nous vendons à Coca-Cola, c'est du temps de cerveau humain disponible ». Cette phrase, qui s'avère être un raccourci d'un propos plus développé, provoque de vives critiques que ce soit chez les politiques de gauche, les associations de téléspectateurs, les journalistes et éditorialistes. Quelques jours plus tard, Patrick Le Lay exprime son regret d'avoir utilisé cette expression trop « caricaturale et étroite » lors d'une conversation téléphonique privée. Mais cette formule va devenir un symbole pour tous les opposants à la chaîne privée, même des années après le départ de Patrick Le Lay de la direction,,.

### Contentieux judiciaires et monétisation de la chaîne gratuite
Le 27 février 2018, un porte-parole de Canal+ confirme que Canal+ a porté plainte contre TF1 pour un différend concernant le renouvellement de son contrat de diffusion des chaînes gratuites de TF1. En effet, d'après BFM Business « TF1 réclame à Canal une vingtaine de millions d'euros par an, soit quasiment dix fois plus que jusqu'à présent ». L'affaire a été portée devant le tribunal de commerce de Paris.
À la suite de cette plainte, le groupe Canal décide de suspendre les chaines du groupe TF1 (TF1, TMC, TFX, TF1 Séries Films, LCI) le 1er mars 2018 à 23 h 10, rendant ainsi impossible l'accès à ces chaines depuis leur décodeur. Mais la chaîne fait son retour sur Canal+ le 7 mars 2018 à 23 h pour les abonnés satellite, ainsi que sur TNT Sat.
D'autres sociétés comme Orange et Free sont dans la même difficulté :
- pour Stéphane Richard d'Orange, « Nous ne voulons pas priver nos clients de TF1 » mais « Orange est opposé au principe d’une rémunération pour distribuer des contenus gratuits »[341]. Toutefois, les deux sociétés cherchent à trouver un accord juste et équitable[342] ;
- Free veut suivre la même offre que Canal+[343]. Toutefois, le contrat avec Free court jusqu'au 31 mars 2018[344].

Cette situation est délicate pour TF1, car 55 % des foyers reçoivent la télévision par autre chose que la TNT.
D'autres sociétés se sont accordées plus rapidement : Bouygues Telecom et TF1 en partageant le même actionnaire. L'entente entre SFR et TF1 tient à la rémunération des chaines dites « gratuites » et des contenus « à valeur ajoutée » (Replay) de TF1 par SFR, en échange de la contrepartie entre Bouygues Telecom et le groupe Altice, qui gère les chaînes BFM TV et RMC Découverte.

## Diffusion
TF1 est diffusée en France sur la télévision numérique terrestre, le câble, le satellite, la télévision IP et en streaming. La chaîne peut également être reçue dans certains pays limitrophes : l'Andorre, le Luxembourg, Monaco, la Belgique et la Suisse. Ces deux derniers pays possèdent leurs propres fenêtres publicitaires. La chaîne utilise le canal 1 en France.
La chaîne émet en français depuis le 6 janvier 1975 d'abord en noir et blanc puis progressivement en couleur à partir du 20 décembre 1975. Elle diffuse ses premiers programmes en 16/9 en 2006 avant de généraliser ce format à toute l'antenne le 30 octobre 2008, date à laquelle la chaîne devient disponible en haute définition (MPEG-4) sur de nombreux supports. À l'occasion de la Coupe du monde de football 2010, TF1 a diffusé cinq matchs en 3D au format stéréoscopique chez certains opérateurs. Depuis le 23 août 2020, la chaîne TF1 4K est disponible au sein des offres Orange (canal 990), Bouygues Telecom (canal 37), Free (canal 101) et SFR (canal 77).

### Hertzien
TF1 était diffusée en noir et blanc sur le premier réseau analogique terrestre de TéléDiffusion de France (TDF) en 819 lignes norme E sur la bande III VHF depuis son lancement le 6 janvier 1975 jusqu'au 19 juillet 1983 qui marque l'arrêt du dernier émetteur exploitant cette norme à Paris sur la tour Eiffel. Le 20 décembre 1975 marque le début de la télédiffusion en couleur de TF1 qui voit son signal dupliqué sur un nouveau quatrième réseau analogique UHF SÉCAM IIIB norme L en 625 lignes couleur, composé de 112 émetteurs et 3 161 réémetteurs en France métropolitaine,,,,. La diffusion analogique de la chaîne se termine le 30 novembre 2011, date de l'arrêt de la télévision analogique en France.
TF1 est diffusée en clair sur le multiplex R6 de la télévision numérique terrestre (TNT) au standard MPEG-2 (SDTV) du 31 mars 2005 au 5 avril 2016 et au standard MPEG-4 (HDTV) depuis le 30 octobre 2008.
La chaîne n'est pas diffusée sur la TNT outre-mer à cause de coûts de diffusion qui seraient trop importants par rapport au marché publicitaire local. Certains programmes sont cependant repris par des chaînes privées locales.
Dans la principauté d'Andorre, TF1 est diffusée sur la télévision numérique terrestre par Andorra Telecom depuis le 25 septembre 2007.

### Câble
TF1 est diffusée sur le réseau câblé de SFR. En France d'outre-mer, la chaîne est disponible sur les réseaux de SFR Caraïbe et Zeop.
Dans les autres pays francophones, elle est diffusée sur les réseaux câblés belges (Telenet Group, Voo et Orange Belgique), luxembourgeois (Telenet Group), monégasque (MC Cable) et suisse (Naxoo, UPC Suisse).
TF1 fut diffusée sur les deux premiers réseaux câblés expérimentaux de Metz et Bitche dès 1979, puis sur les petites régies de télédistribution de villes à population non négligeable. En tant que chaîne publique, les réseaux câblés français France Telecom Câble, Lyonnaise Câble et CGV avaient l'obligation de diffuser TF1 sur leurs réseaux dès la mise en œuvre du plan câble à la fin de 1985[réf. nécessaire].

### Satellite
TF1 est diffusée en clair (free to air) sur le satellite Eutelsat 5 West A et en contrôle d'accès sur les satellites Astra 1 et Hot Bird 13. La chaîne est disponible dans les bouquets Canal+, Fransat, TNT Sat et Bis Télévisions. En France d'outre-mer, elle est présente dans les offres de Canalsat Caraïbes, Canalsat Calédonie, Canalsat Réunion, Parabole Réunion et Tahiti Nui Satellite.
Dans les autres pays francophones, elle est diffusée par les opérateurs belge et luxembourgeois (Télésat), suisse (Canalsat Suisse), et mauricien (Parabole Maurice).
À partir d'août 1991, la chaîne est diffusée sur les satellites Télécom 1B, puis Télécom 1C et enfin Télécom 2B. À partir de décembre 1996, elle est disponible dans le tout nouveau bouquet satellite TPS dont elle était coactionnaire. À la suite de la fusion de TPS avec son concurrent début 2007, la chaîne apparaît dans le bouquet Canalsat.
La diffusion analogique de TF1 sur le satellite Atlantic Bird 3 (devenu Eutelsat 5 West A) s'est arrêtée le 13 décembre 2011.
En octobre 2022, TF1, ainsi que les chaines gratuites de la TNT du groupe TF1 sont accessibles gratuitement en free to air, via le satellite Astra 1L (en). Cette diffusion fait suite à une interruption momentanée de la diffusion en cryptée auprès des abonnés Canal+ et TNTSAT, à la suite d'un différend commercial.
Conséquence de l'accord passé entre Canal+ et le groupe TF1, les chaînes TF1, TMC, TFX, TF1 Séries Films et LCI ont cessé leur diffusion en clair et en HD par satellite sur ASTRA. La diffusion en mode libre d'accès des chaînes HD de TF1 a eu lieu à la position 19,2°E pendant exactement trois mois, depuis le 17 octobre 2022 à la suite du conflit qui opposait les deux groupes en question.
TF1 est diffusé par satellite en Afrique, via SES 4 et les bouquets Canal+ Afrique et sur Eutelsat 36°Est via l'opérateur DSTV.

### Internet
TF1 est diffusée en streaming sur TF1+, le portail web du groupe. Elle est également disponible via la télévision IP depuis le 5 janvier 2007 sur la Freebox TV, La TV d'Orange, le Bouquet TV de SFR, la Bbox et la Wibox. En France d'outre-mer, la chaîne est accessible dans les offres de Mediaserv, SFR Caraïbe et Zeop.
Dans les autres pays francophones, elle est diffusée par les opérateurs belges (Proximus Pickx, Orange Belgique), luxembourgeois (POST Luxembourg, Orange Belgique) et suisse (Swisscom TV).
Le 1er janvier 2015, un groupe de pirates informatiques se faisant appeler Linker Squad a revendiqué le vol des données de 1,9 million de comptes d'internautes, utilisateurs du service Viapresse. Ce kiosque en ligne partenaire de TF1.fr permet de s'abonner à des magazines papier. La faille de sécurité a été corrigée dans l'heure, mais le mal était fait : les données avaient déjà été volées.

### Fenêtres publicitaires belge et suisse
Une version spécifique de la chaîne est diffusée respectivement en Belgique et Suisse. Si les programmes sont les mêmes que la version française, les spots publicitaires sont exclusifs au marché de la Suisse romande, (dès 2011,) et de la communauté française de Belgique, (dès 2017).

## Incidents
Le 18 février 2021, une panne de réseau inédite chez TF1 empêche la diffusion du journal télévisé de 13 heures présenté par Marie-Sophie Lacarrau. Celle-ci a pu reprendre l'antenne à 13 h 37 en s'excusant : « Croyez-le bien, nous en sommes évidemment désolés, nous vous prions de nous en excuser, nous allons devoir en rester là, je le redis, c'est absolument inédit, par correction, je tenais à prendre l'antenne pour vous dire cela ». Ce journal reporté était donc raccourci et a duré seulement 17 minutes au lieu d'environ 45 minutes.